# 15º Stormo

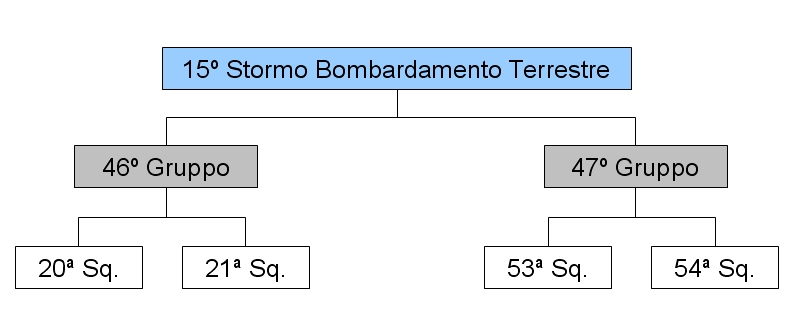
Organigramma del 15º Stormo Bombardamento Terrestre al momento della costituzione

Un Fiat B.R.3 del tipo in dotazione al 15º Stormo

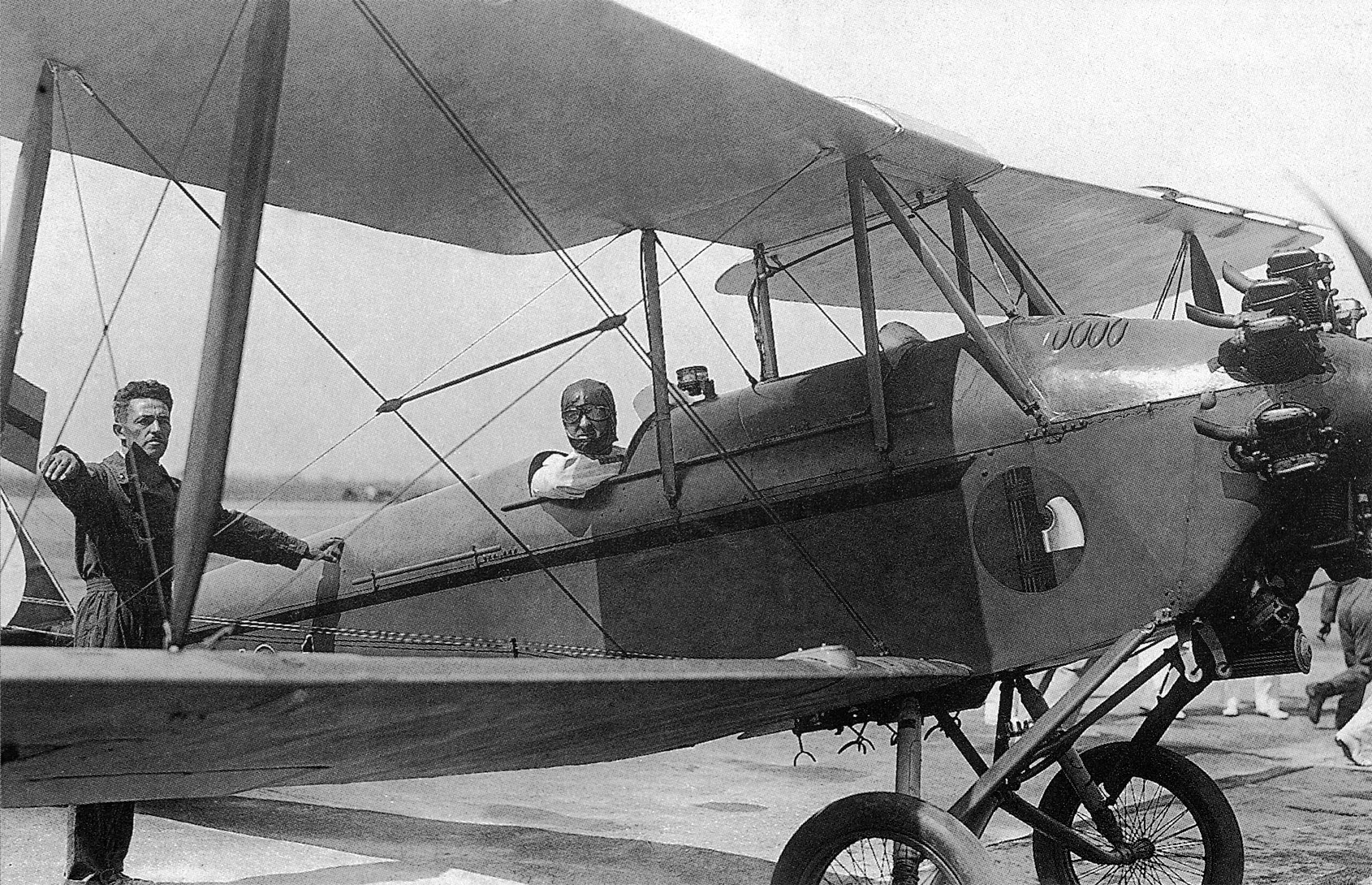
Un Caproni Ca.100 del tipo in dotazione al 15º Stormo

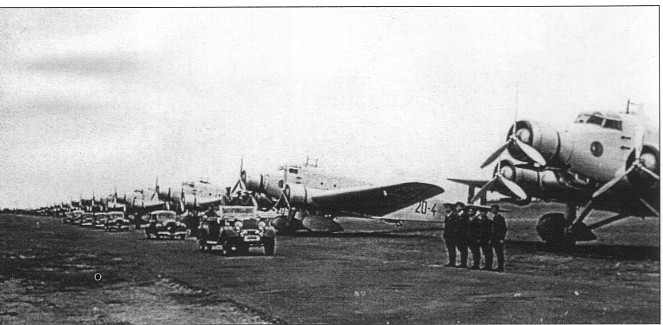
Rassegna della linea di volo del 15º Stormo con i Savoia-Marchetti S.M.81 Pipistrello della 20ª Squadriglia, 46º Gruppo

I primi lanci dei Fanti dell'aria operati dal 15º Stormo da Castel Benito, in Libia

Vista aerea dei lanci

Una formazione di quattro Savoia-Marchetti S.M.79 Sparviero della 54ª Squadriglia del 47º Gruppo del 15º Stormo B.T. durante una missione in Africa Settentrionale nell'estate del 1940

Un Fiat C.R.42AS della 20ª Squadriglia, 46º Gruppo del 15º Stormo ai tempi del rischieramento in Libia

Il 15º Stormo  è un Reparto operativo dell'Aeronautica Militare su elicotteri, alle dipendenze del Comando Forze per la Mobilità e il Supporto.
Fu costituito il 1º giugno 1931 dalla Regia Aeronautica come Stormo aeroplani da bombardamento e ricostituito nel 1965 dall'AMI come Stormo Search and Rescue. Il 15º Stormo è oggi il più grande stormo dell’Aeronautica Militare, con oltre 1 400 militari e ben sette gruppi/centri volo sparsi sul territorio nazionale.
Il suo compito principale è quello di assicurare la ricerca e soccorso degli equipaggi di volo, concorrendo, inoltre, ad attività di pubblica utilità quali la ricerca di dispersi in mare o in montagna, il trasporto sanitario d'urgenza di ammalati in pericolo di vita, nonché il soccorso di traumatizzati gravi.

## Storia

### La nascita
Il 15º Stormo nasce all'Aeroporto di Roma-Ciampino (campo di Ciampino Sud) il 1º giugno del 1931 come "15º Stormo Aeroplani Bombardamento Diurno" sui Fiat B.R.3, composto dal 46º Gruppo, già parte del 13º Stormo e formato dalla 20ª Squadriglia e 21ª Squadriglia, più il neocostituito 47º Gruppo (53ª e 54ª Squadriglia). Alla data di costituzione la forza effettiva del reparto era di 95 uomini, compresi 21 piloti (10 ufficiali e 11 sottufficiali).
Lo Stormo nasce inizialmente con l'obiettivo di partecipare alle manovre aeree del 1931, svoltesi tra il 23 agosto e il 3 settembre; la sua costituzione è sancita in forma definitiva dal Ministero dell'aeronautica il 2 ottobre 1931.
Tra il 31 ottobre e il 21 novembre 1931 lo Stormo, al comando del Tenente Colonnello Paride Sacchi fino al luglio 1932, fu trasferito all'Aeroporto di Ferrara-San Luca, da dove volò fino al settembre 1935 su velivoli B.R.3 e, almeno in un periodo iniziale, anche su velivoli da turismo Caproni Ca.100, che furono poi ceduti allo stormo gemello, il 15º Stormo 'bis', costituito 15 ottobre del 1935, poi scissosi definitivamente il 1º dicembre 1935 e riconvertito in 11º Stormo B.T. in data 1º gennaio 1936. I reparti dipendenti del 15º Stormo B.T. "bis" erano gli stessi del 15º Stormo B.T. ma denominati "bis". La sede del comando fu stabilita presso lo stesso Aeroporto di Ferrara-San Luca, già all'epoca intitolato all'aviatore Michele Allasia. Il primo comandante dello stormo "bis" fu il tenente colonnello Marziale Cerutti. Al momento della definitiva scissione dal 15º Stormo B.T. la forza del gemello "bis" contava 71 piloti tra ufficiali e sottufficiali otre ad altri 150 uomini tra sottufficiali e truppa. Il 15º Stormo B.T. fornì al 15º "bis" sei B.R.3 (quattro monoposto; due biposto per istruzione) oltre a quattro Ca.100, tutti in ogni caso in precarie condizioni di efficienza.

### I primi anni
Nel settembre del 1935 il 15º Stormo B.T. fu trasferito a Guidonia Montecelio (Aeroporto di Guidonia) dove ebbe sede al completo delle sue squadriglie fino al febbraio del 1936. In questo periodo venne riequipaggiato con i trimotori S.M.81 di produzione SIAI (su licenza) e con motorizzazione Gnome-Rhône 14K. Nel febbraio del 1936 il 47º Gruppo venne trasferito sul campo di Ciampino Sud mentre il 46º Gruppo rimaneva a Guidonia Montecelio.
Il 7 gennaio 1936 veniva costituita la VI Brigata Aerea, formata da 11º Stormo e 15º Stormo, con sede provvisoria a Ciampino. Il 15º Stormo uscirà dalla VI Brigata Aerea il 5 giugno 1936.
Il 28 marzo del 1936, in occasione delle celebrazioni per la fondazione della Regia Aeronautica, lo Stormo è passato in rivista dal Duce, Benito Mussolini presso l'Aeroporto del Littorio.
Nel giugno del 1936 il reparto venne inviato nella Libia italiana, all'aeroporto di Castel Benito (Aeroporto di Tripoli). Il 16 giugno si trasferì per primo il 46º Gruppo, ai comandi del nuovo comandante colonnello Stefano Cagna. Il trasferimento marcò un record per la Regia Aeronautica all'essere il primo effettuato in volo senza scalo da un reparto che si schierava oltremare. All'arrivo a Castel Benito il reparto venne ricevuto dal governatore della Libia, Italo Balbo. Questi, tra il 4 e il 6 luglio comandò personalmente l'intero 46º Gruppo durante un'esercitazione aerea nei cieli della Cirenaica meridionale. Pochi giorni dopo, il 20 luglio si trasferiva su Castel Benito anche il 47º Gruppo, anche in questo caso con un volo in formazione senza scalo.
I motori 14K degli apparecchi vennero dotati di nuove speciali prese d'aria tropicalizzate per consentire le operazioni in ambiente desertico; per superare la cronica penuria di pezzi di ricambio per i 14K di fabbricazione francese venne avviata una produzione su licenza da parte della Isotta-Fraschini.

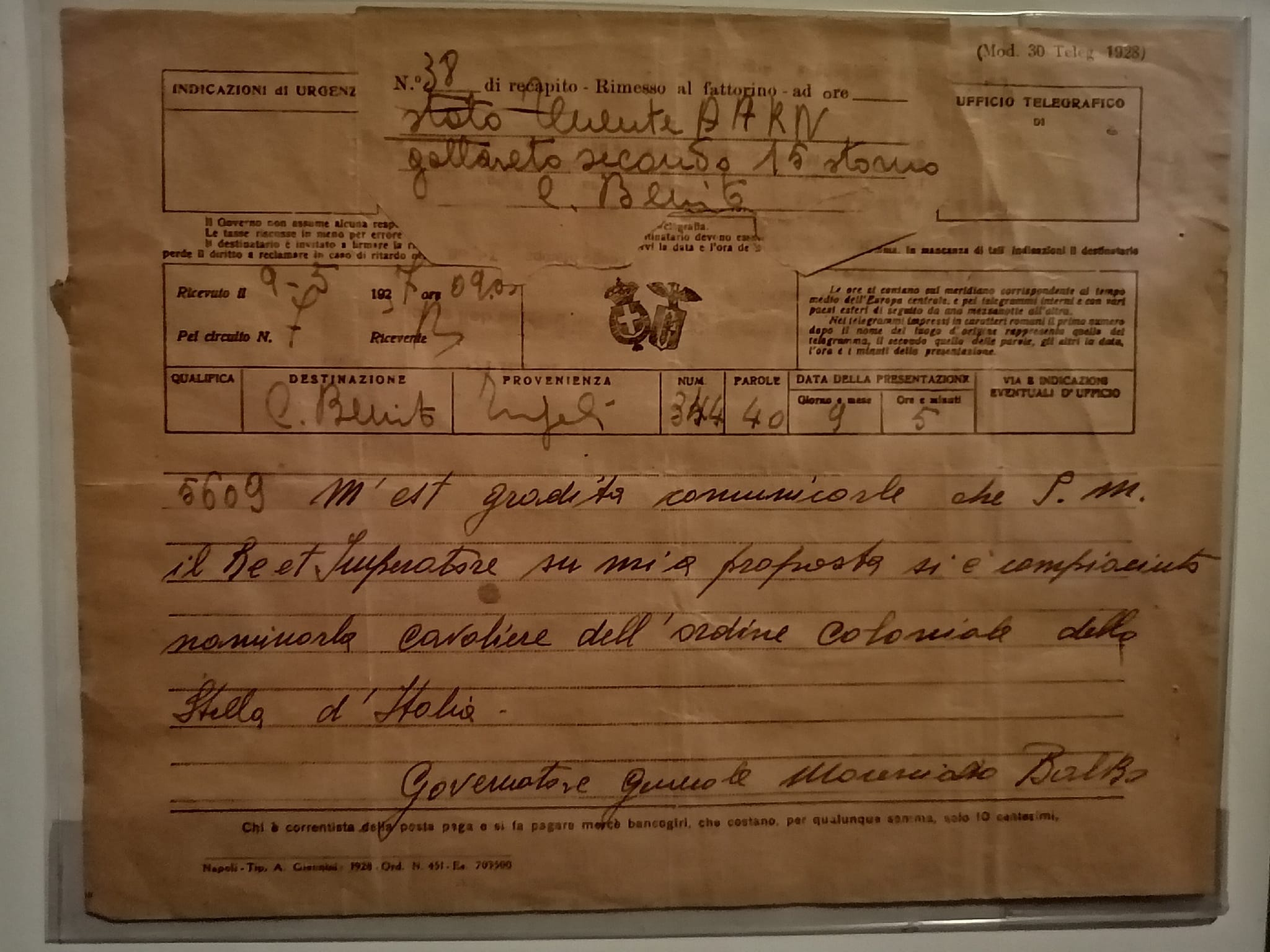
Telegramma di Italo Balbo ad un Ufficiale del 15º Stormo stanziato a Castel Benito, datato 09-05-1937

Il 3 aprile 1937, in una cerimonia a Roma, sul Vittoriano, alla presenza di Benito Mussolini e delle più alte autorità civili e militari, il re imperatore Vittorio Emanuele III consegnò al comandante dello Stormo, colonnello Stefano Cagna, la Bandiera di Guerra. Questi rientrò a Castel Benito il giorno 9 aprile, scortato dal comandante del 47º Gruppo e da tre equipaggi al completo. Il 21 aprile, in occasione del Natale di Roma, venne ufficialmente presentata la Bandiera dello Stormo ai suoi equipaggi schierati dinanzi agli apparecchi e alla presenza di Balbo.
Nel periodo in cui il 15º Stormo operò da Castel Benito fu compito dello Stormo l'addestramento in volo dei Fanti dell'aria, unità costituita dal governatore della Libia, Maresciallo dell'Aria Balbo, il 24 marzo 1938, precursori del reparto paracadutisti Folgore. Il 16 aprile 1938, alla presenza di Balbo, 24 S.M.81 del 15º Stormo lanciarono su Castel Benito i primi trecento paracadutisti italiani, appartenenti al 1º Battaglione Fanti dell'Aria Paracadutisti Libici, comandato dal magg. Goffredo Tonini, MOVM. Sempre nello stesso anno, tra il 18 e il 24 maggio, lo Stormo partecipò nelle grandi manovre alla presenza del re Vittorio Emanuele III.
Durante il biennio 1938-1939 lo Stormo continuò a operare nei cieli della Libia con i suoi S.M.81 in livrea bianco-avorio.
Lo Stormo non venne coinvolto direttamente nelle operazioni legate alla guerra civile spagnola; lo furono invece alcuni suoi piloti, tra i quali va ricordato il capitano Tommaso Parini, insignito nel 1938 della medaglia d'oro al valor militare alla memoria, proprio per la sua attività in Spagna.
Nel maggio 1940 il reparto venne equipaggiato con gli S.M.79.
Insieme al 2º Stormo il 15º è stato il reparto della Regia Aeronautica con più lunga permanenza in Libia prima dell'inizio della guerra.

### Le operazioni belliche nella seconda guerra mondiale

#### Giugno 1940
La prima missione di guerra del 15º Stormo inquadrato nel Comando settore ovest durante la Campagna del Nordafrica fu effettuata il giorno 11 giugno 1940, appena un giorno dopo la dichiarazione di guerra dell'Italia. In quella occasione tre S.M.79 dello Stormo furono impegnati in una missione di ricognizione fotografica nelle zone di Sfax, Ben Gardane e del confine libico-tunisino. Lo Stormo tornò in azione la mattina del 13 giugno quando dodici S.M.79 del 15º Stormo, alla guida del colonnello Silvio Napoli attaccarono Sollum, in Egitto. Dopo il raid gli apparecchi attaccarono colonne militari inglesi avvistate nella zona di Sidi Azeiz e Ridotta Capuzzo (Amseat). All'attacco parteciparono anche i cacciatorpediniere Turbine, Nembo e Aquilone, della 1ª Squadriglia Cacciatorpediniere di base a Tobruk, che cannoneggiarono l'obiettivo dal mare.
Sempre il 13 giugno del 1940 le quattro squadriglie del 15º Stormo (per una forza totale di trentacinque trimotori S.M. 79 e otto S.M.81 divisi in undici alla 20ª, sette alla 21ª che aveva anche quattro SM 81, undici alla 53ª e sei alla 54ª Squadriglia che aveva anche quattro SM 81) vennero spostate dal campo di manovra di Tarhuna all'Aeroporto di Benina. Di qui, nella prima settimana di luglio, venne spostato a ridosso del fronte, presso la base di Marawa, nella Cirenaica italiana, 65 km a sud di Beida.
Il 22 giugno dodici S.M.79 del 15º Stormo eseguirono il primo raid notturno della Regia Aeronautica contro la postazione di Marsa Matrouh. L'intenso fuoco di sbarramento antiaereo sopra l'obiettivo colpì uno dei velivoli della 21ª Squadriglia, 46º Gruppo del maggiore Bruno Cerne (equipaggio maresciallo pilota Giovanni Lampugnani, sergente maggiore pilota Francesco Carlone, aviere scelto motorista Umberto Costa, primo aviere radiotelegrafista Ottorino Bruschi, primo aviere armiere Bruno Lovato). Il velivolo pilotato da Lampugnani collise in volo con un altro velivolo dello Stormo, quello del leader della formazione, capitano Zelè (equipaggio: capitano pilota Zelè, tenente pilota Regoli, primo aviere Bradde, primo aviere Fallavena, primo aviere Capellini) che fu costretto a un atterraggio di fortuna lungo la costa egiziana. L'equipaggio di Lampugnani perì nell'azione, quello del capitano Zelè venne catturato dagli inglesi.

Il 28 giugno 20 apparecchi dello Stormo, 5 da ciascuna delle quattro squadriglie, al comando del comandante, colonnello Silvio Napoli, eseguirono un'intensa azione di bombardamento su Marsa Matrouh. Vennero sganciate 200 bombe da 50 kg che trovarono tutte il loro obiettivo. Vennero distrutti il deposito carburanti, le vie di accesso al campo di volo, magazzini, l'aviorimessa e circa una ventina di apparecchi nemici, essendo stati sorpresi al suolo, vennero distrutti o seriamente danneggiati. L'esito favorevole della missione venne comunicato intorno alle ore 14:00 direttamente dal comandante al comando della 5ª Squadra aerea a Derna e a Italo Balbo. che incaricò il comandante di esprimere il suo più vivo plauso a tutti gli equipaggi 
Poche ore dopo Balbo e il suo equipaggio sarebbero morti nella baia di Tobruk.
Durante la missione del 28 giugno venne anche adottato per la prima volta dallo Stormo un tanto innovativo quanto semplice sistema di segnalazione convenzionale tra gli apparecchi della formazione, basato sull'uso di bandierine di vari colori (rosse, significanti "Attenzione, caccia nemica!"; bianche, significanti "Cessato allarme!"; verdi, significanti "Prepararsi a sganciare!") esposte dal posto della mitragliatrice dorsale. L'efficacia del sistema suggerì di introdurre nella prassi del reparto questo tipo di segnalamento.
Il 30 giugno lo Stormo completava i preparativi per il trasferimento sul campo di Marawa. Il trasferimento venne però posposto al successivo 2 luglio per dar modo a una pattuglia di apparecchi della 54ª squadriglia di partecipare con un passaggio in volo alle esequie di Italo Balbo e degli altri otto componenti dell'equipaggio con lui periti nell'incidente di volo del giorno 28 giugno.

#### Luglio
Il 15 luglio 1940 venne costituita la Vª Squadra Aerea che aveva alle sue dipendenze tutti i reparti di impiego, raggruppati nella 13ª Divisione Drago per il bombardamento e nella 14ª Brigata Mista Rex per caccia e assalto. Il 15º Stormo era tra i reparti che confluirono nella nuova struttura.
A partire da luglio e fino al dicembre 1940 lo Stormo fu prevalentemente impegnato nel bombardamento della zona del fronte. Vennero effettuate anche missioni contro le lontane basi logistiche inglesi nel deserto egiziano nonché alcuni attacchi a convogli nel Mediterraneo.
Particolarmente significative furono le missioni dell'8 e del 12 luglio 1940 contro convogli al largo di Alessandria, quella del 29 luglio nelle acque di Sidi el-Barrani e quelle del 16 e 17 agosto lungo le coste egiziane, in particolare nella zona di Bardia.
Nel pomeriggio del 5 luglio lo Stormo realizzò una nuova azione di bombardamento con bombe da 50 kg. Tre S.M.79 della 21ª Squadriglia, al comando del capitano Masoero, attaccarono il campo di volo di Tishdidia insieme ad altri sei S.M.79 della 54ª Squadriglia del tenente Remorino, due apparecchi della 21ª squadriglia guidati dal maggiore Cerne, tre S.M.79 della 20ª Squadriglia del capitano Sergio Guidorzi ed altri tre apparecchi della 20ª Squadriglia al comando del tenente Recagno. Un'ora più tardi altri sei apparecchi della 53ª Squadriglia al comando del maggiore Angelo Tivegna attaccarono il campo di Bir Enba. Tutti gli apparecchi tornarono alla base attribuendosi la distruzione di sei velivoli nemici a terra e di depositi di munizioni e combustibile.
Il giorno successivo altri dieci apparecchi dello Stormo (21ª e 54ª Squadriglia) al comando del capitano Guidorzi attaccarono nuovamente la base di Marsa Matrouh sganciando un centinaio di bombe da 50 kg.
Nella missione dell'8 luglio quattro diverse ondate di velivoli del 15º Stormo (11:40 cinque velivoli; 17:15 cinque velivoli; 18:10 tre velivoli; 18:30 cinque velivoli), affiancate de apparecchi del 10º Stormo e del 14º Stormo, attaccarono la flotta inglese nel porto di Alessandria d'Egitto. Le ultime due ondate (in entrambi i casi formate da velivoli della 47ª Squadriglia, al comando del capitano Giuseppe Magri (comandante del 47º Gruppo) e del colonnello Silvio Napoli) furono probabilmente coinvolte in un caso di fuoco amico contro navi italiane al largo della costa libica.
Alle 18:10 dell'11 luglio apparecchi del 15º Stormo parteciparono all'attacco ad un convoglio di navi inglesi di ritorno dalle coste calabre dove avevano preso parte alla battaglia di Punta Stilo. Nessuna delle navi riportò danni.
Il giorno successivo, 12 luglio, lo Stormo venne nuovamente impegnato in sei diverse ondate contro la base navale di Alessandria. Gli attacchi, coadiuvati da ulteriori ondate del 10º, 14º e 33º Stormo, vennero eseguiti 09:00 e le 14:30, coinvolgendo un totale di 42 velivoli del 15º. Tutti gli apparecchi rientrarono alla base.
Il 13 luglio aerei del reparto, dopo aver attaccato navi inglesi vennero ingaggiati da una piccola formazione di Bristol Blenheim. Probabilmente uno degli S.M.79 fu seriamente danneggiato mentre almeno uno dei Bristol Blenheim venne sicuramente abbattuto e l'abbattimento venne attribuito all'aviere scelto armiere Ornani della 20ª Squadriglia del 46º Gruppo.
Il 16 luglio lo Stormo tornò ad attaccare la base di Marsa Matrouh. In particolare in questo periodo per approfittare della favorevole fase lunare, il 10º ed il 15º Stormo si alternarono in bombardamenti notturni, con il 15º operando nelle notti pari.

#### Agosto
Alla data del 12 agosto lo Stormo aveva in forza 29 velivoli di cui 14 in efficienza. La prima azione del mese di cui si ha traccia è quella effettuata il 16 agosto quando, in collaborazione con velivoli del 33º Stormo, apparecchi S.M.79 del 15º attaccarono un incrociatore e tre cacciatorpediniere inglesi a nord della costa egiziana. L'attacco non ebbe successo e i velivoli tornarono tutti alla base.
Il giorno dopo, 17 agosto, sempre in collaborazione con il 33º Stormo, il 15º attaccò la flotta inglese al largo di Bardia. L'obiettivo erano le corazzate HMS Warspite, HMS Ramillies e HMS Malaya, nonché l'incrociatore HMS Kent e la loro scorta di cacciatorpediniere. Dopo l'attacco 15 S.M.79 del 15º Stormo vennero ingaggiati da una formazione di Gloster Gladiator e, per la prima volta dall'inizio del conflitto, da un Hawker Hurricane. Tre apparecchi del 15º vennero abbattuti; lo Stormo reclamò l'abbattimento di tre Gloster Gladiator.
Nella furiosa lotta si distinse il 1º aviere - armiere Antonio Trevigni, membro dell'equipaggio dell'S.M.79 ai comandi dei tenenti Cossu e De Camillis della 53ª Squadriglia - 46º Gruppo. Durante l'azione il loro S.M.79 venne attaccato e colpito più volte dai Gloster Gladiator. Noncurante delle gravissime ferite riportate, Antonio Trevigni continuò ad azionare le mitragliatrici da 7.7 mm riuscendo ad abbattere almeno uno dei velivoli nemici. Per l'eroismo della sua azione venne successivamente insignito della medaglia d'oro al valor militare; morirà in un ospedale militare in Italia nell'ottobre del 1942 in conseguenza delle ferite riportate nell'azione.
Il mese di agosto 1940 si concluse per il 15º Stormo con l'importante azione del pomeriggio del 29, quando 15 apparecchi del reparto, in collaborazione con altrettanti del 10º Stormo, attaccarono Marsa Matrouh. Riferimenti all'azione vennero fatti nel Bollettino nº 84 del 30 agosto.

#### Settembre
In seguito a quanto stabilito dalla circolare 1608/O.S. del 3 settembre 1940 del comando della V Squadra Aerea in cui era stabilito l'ordinamento della suddetta Squadra, il 5 settembre 1940 il 15º Stormo B.T. entrò a far parte della IX Brigata Aerea Leone (oggi 9ª Brigata aerea ISTAR-EW), costituita sul campo di manovra di Marawa al comando del colonnello Attilio Biseo.
Il 6 settembre lo Stormo effettuò un attacco contro lo snodo ferroviario di Marsa Matrouh. Parteciparono all'azione 15 apparecchi (dieci S.M.79 del 47º Gruppo, guidati dal colonnello Silvio Napoli e dal maggiore Tivegna, con l'ausilio di cinque S.M.79 della 21ª Squadriglia guidati dal capitano Lualdi). I velivoli decollarono dalla base di Maraua. L'attacco fu eseguito sotto un intenso fuoco di sbarramento antiaereo e fu contrastato dall'azione di Gloster Gladiator del 112º Squadron. L'attacco ebbe successo e tutti gli apparecchi del 15º tornarono alla base.
Contemporaneamente, un S.M.79 della 20ª Squadriglia, al comando del capitano Guidorzi volava sul porto di Alessandria in una missione di ricognizione diurna.
Il 13 settembre, allo scattare dell'offensiva italiana voluta dal generale Rodolfo Graziani nell'ambito dell'Invasione italiana dell'Egitto, il 15º Stormo fu chiamato ad un'incessante azione di bombardamento e ricognizione che si protrasse almeno fino al 18 settembre.
In rappresaglia degli attacchi inglesi a Bengasi, il 20 settembre otto S.M.79 del 47º Gruppo (colonnello Silvio Napoli) e tre S.M.79 della 20ª Squadriglia (tenente Recagno) attaccarono nuovamente Marsa Matrouh insieme ad altri 35 apparecchi di altri reparti. Ebbe luogo in quell'occasione uno dei bombardamenti più massicci realizzati fin lì dalla Regia Aeronautica.
L'obiettivo venne nuovamente colpito il giorno 22 settembre, questa volta da una formazione composta da dieci apparecchi del 15º Stormo, guidati dal maggiore Cunteri, affiancati da altri velivoli del 14º e 9º Stormo.
Il mese di settembre si chiuse in modo tragico per il reparto. Infatti, il 30 settembre 1940 lo Stormo subì un primo pesante bombardamento sulla base di Marawa. La base venne attaccata da parte di una formazione di sette Bristol Blenheim del 113º Squadron che giunse sull'obiettivo proprio mentre alcuni apparecchi del 15º si accingevano a decollare. La contraerea italiana scambiò i velivoli inglesi per apparecchi italiani. Come conseguenza il fuoco di sbarramento iniziò quando ormai era troppo tardi. Il reparto venne duramente colpito. Un S.M.79 venne centrato in pieno, esplodendo sulla pista. Un altro venne distrutto, sei, di cui due gravemente, danneggiati. La pista venne resa inutilizzabile. Il prezzo dell'attacco in termini di vite umane fu elevato; ci furono sei morti (tenente D'Ignazio, sotto tenente Costanzo, sergente maggiore Marcantoni, sergente Goggi ed altri due non identificati) e sei feriti.

#### Ottobre - novembre
Il 5 ottobre 13 apparecchi del 15º Stormo parteciparono a una nuova azione contro Marsa Matrouh.
L'8 ottobre il 46º ed il 47º Gruppo vennero arretrati a Castel Benito per essere riequipaggiati. Dieci dei velivoli in efficienza furono ceduti al 54º Gruppo mentre i rimanenti ad altre Squadriglie. I velivoli non in efficienza rimasero in forza al 15º.
Tra il 26 ed 27 novembre 1940 lo Stormo, insieme con il 91º Stormo presentava la sua forza al comandante della Brigata e successivamente al generale Felice Porro, comandante della V Squadra Aerea. In quell'occasione durante la sua allocuzione, il comandante della IX Brigata Leone, colonnello Attilio Biseo, indicava che la brigata
Alla data del 27 novembre lo Stormo era ancora in fase di riequipaggiamento, con previsione di rientrare in linea ai primi di dicembre.
Non sono disponibili ulteriori dati dettagliati relativamente all'attività giornaliera del reparto tra ottobre e la fine di novembre.

#### Dicembre
Il mese di dicembre 1940 inizia per il 15º Stormo con un nuovo pesante bombardamento inglese che colpì il reparto il 7 dicembre presso l'aeroporto di Castel Benito. In questa occasione vennero distrutti tre S.M.79 ed altri 12 furono seriamente danneggiati. Gravi perdite subirono anche le linee volo di altri reparti di stanza sull'aeroporto.
Di lì a due giorni, il 9 dicembre, iniziava l'offensiva inglese in Nord Africa, nota come Operazione Compass. Dopo l'iniziale confusione nelle reazioni da parte del comando italiano, l'11 dicembre i velivoli efficienti del 15º Stormo, inizialmente destinati a rientrare in patria, vennero spostati al fronte sugli aeroporti cirenaici di Ain el-Gazala (T4) e di Sidi Hamed el Magrum (80 km a sud di Bengasi).
Il 15º iniziava un intenso ciclo di operazioni contro l'avanzata inglese.
Il giorno 13 dicembre lo Stormo tornò in azione. Tre S.M.79 del 54º Gruppo al comando del maggiore Cunteri decollarono dal campo Z1 per attaccare truppe nemiche nella zona di Sidi Omar, mentre il tenente Recagno, con un velivolo della 20ª Squadriglia effettuava una missione di ricognizione nella zona di confine per verificare la situazione delle truppe italiane a terra. Sempre il 13, nel pomeriggio, altri tre S.M.79 della 21ª Squadriglia al comando del tenente Medun decollavano da Z1 per attaccare la zona di Gabr bu Fares in Egitto. Durante l'azione i velivoli dello Stormo vennero attaccati da una formazione di Hawker Hurricane, probabilmente del 33º Squadron. Tutti gli apparecchi del 15º rientrarono alla base (due su Z1, uno atterrò su T5).
Il giorno 14 dicembre varie formazioni del 15º attaccavano colonne nemiche in movimento. Iniziava una formazione di tre S.M.79 decollata da Z1 al comando del tenente Romagna-Manoja; il loro obiettivo era una colonna alleata in marcia verso la Via Balbia. Altri tre S.M.79, decollati ancora una volta da Z1 e questa volta al comando del capitano De Cecco, attaccavano con successo una colonna meccanizzata. Sulla via del ritorno due velivoli si separarono ed il terzo si unì a una formazione del 41º Stormo. Durante questa fase il velivolo venne attaccato da alcuni Gloster Gladiator riuscendo ad evadere l'attacco con minimi danni.
Intanto una terza formazione di quattro S.M.79, questa volta al comando del colonnello Napoli, attaccava da 900 metri di quota una colonna meccanizzata nemica. Anche in questo caso la caccia nemica intercettava i velivoli dello Stormo ma nello scontro che ne seguiva gli S.M.79 uscivano illesi.
Nel pomeriggio due ondate (complessivi sette S.M.79) del 15º al comando del capitano Triboldi e del tenente Tramontano bombardavano con bombe da 50 kg una colonna meccanizzata. Altri tre S.M.79, al comando del capitano Lualdi compivano l'ultima missione di bombardamento dello Stormo per la giornata.
Intanto il 14 dicembre al 33º Stormo veniva ordinato il rientro in Italia. Cinque dei velivoli del reparto venivano ceduti al 15º Stormo.
Il 15 dicembre lo Stormo era impegnato solo in due azioni di bombardamento nella zona di Sidi Azeiz, ciascuna realizzata con una formazione di 10-12 S.M.79, la prima al comando del capitano De Cecco e la seconda del capitano Lualdi.
L'efficienza dei velivoli stava rapidamente diminuendo. La mattina del 16 dicembre approssimativamente solo la metà degli apparecchi era operativa. In queste condizioni, tre ondate (complessivi dodici S.M.79) del 15º, questa volta guidate dai tenenti Medun e Tramontano e dal capitano Triboldi, tornarono ad attaccare colonne nemiche nella zona di Sidi Azeiz ed Amseat.
Il tenente Medun tornava in volo con una formazione di altri tre S.M.79 nell'ultimo tentativo di soccorrere la guarnigione di Sidi Omar.
Le ultime due missioni dello Stormo per il 16 dicembre furono guidate nuovamente dal tenente Tramontano e dal capitano Triboldi che nel pomeriggio tornarono ad operare sempre nella zona di Sidi Azeiz per cercare di contenere l'avanzata inglese. Al ritorno dalla missione Triboldi comunicò la definitiva occupazione di Sidi Omar da parte degli inglesi e il passaggio di mano di tutta la baia di Sollum.
Il 17 dicembre cinque S.M.79 del 15º al comando del capitano Triboldi eseguirono un attacco a bassa quota sull'ennesima colonna meccanizzata inglese, questa volta nella zona di Bir El Kreighat. Tutti i velivoli rientrarono alla base Z1.
Seguì un periodo di relativo riposo per i mezzi e gli uomini del reparto, fino al giorno 22 dicembre quando la Regia Aeronautica dette il via alla maggiore singola azione di bombardamento dall'inizio dell'Operazione Compass. Parteciparono un totale di 20 apparecchi, dieci del 41º Stormo e dieci del 15º Stormo al comando del capitano De Cecco. Il 15º si concentrò nell'attacco con bombe da 100 kg della zona di Sidi Azeiz. Durante l'azione i velivoli del reparto vennero attaccati da una formazione di caccia nemici. Ne seguì un combattimento aereo tra gli S.M.79 (che non erano protetti dalla scorta della caccia italiana, che era rimasta a proteggere il 41º Stormo) e gli inglesi. Nove degli S.M.79 riuscirono ad evadere ed atterrare senza ulteriori problemi. Il decimo invece fu costretto ad un atterraggio d'emergenza a circa 30 km al nord di Tobruk. Tra i membri dell'equipaggio si contarono un morto e due feriti.
La giornata si chiudeva con una nuova ondata di 10 velivoli del 15º al diretto comando del colonnello Napoli e del capitano Lualdi che tornarono ad attaccare Sidi Azeiz.
Il 23 dicembre nuovi attacchi su Sidi Azeiz guidati dal colonnello Napoli.
Il 25 ed il 26 dicembre il 15º tornò ad attaccare la baia di Sollum sotto il comando del capitano Scagliarini. Il 26 dicembre venne attaccata anche Marsa Matrouh da parte di due S.M.79 guidati dal capitano De Cecco.
Nessun'azione venne condotta dal 15º tra il 27 ed il 29 dicembre. Il 30 dicembre un S.M.79 del 15º operò insieme a mezzi di altri reparti in soccorso alla guarnigione di Giarabub.
Il 1940 si concluse per le forze da bombardamento italiane con l'azione di un S.M.79 della 53ª Squadriglia, al comando del capitano De Cecco, che nel tardo pomeriggio del 31 dicembre effettuò un bombardamento da alta quota della baia di Sollum.

#### Bilancio 1940
Nel periodo compreso tra il luglio ed il dicembre 1940 lo Stormo effettuò più di 140 missioni, di cui circa 30 notturne, con circa 20 ricognizioni strategiche. L'attività portò all'abbattimento di 22 aerei avversari ed alla distruzione di 32 al suolo. In totale furono effettuate 2510 ore di volo bellico, al prezzo di 17 uomini e 17 velivoli. Per la sua attività in questo periodo lo Stormo venne insignito della Medaglia d'argento al Valor Militare.

#### Gennaio 1941
Il 1º gennaio 1941 lo Stormo venne nuovamente trasferito al campo N3 dell'Aeroporto di Martuba, 27 km a sud-sud-est di Derna. Nel pomeriggio la Regia Aeronautica iniziò una serie di operazioni che sarebbero divenute routinarie nelle settimane successive. Si trattava dello sgancio lungo le direttrici dell'avanzata nemica di mine antiuomo di tipo AR-4 (chiamate dagli inglesi thermos bomb e nei fatti antesignane del concetto di bomba a grappolo) con capacità di scoppio ritardato (da poche ore a qualche giorno). Questo tipo di operazioni prese il nome di sbarramenti.
La prima missione di sbarramento fu realizzata proprio il 1º gennaio 1941 da un velivolo del 15º Stormo ai comandi del capitano Triboldi che, insieme ad un velivolo del 41º Stormo, disperse circa 370 mine durante un passaggio a bassa quota sulla strada el-Adem - Sidi Rezegh, a sud di Sollum.
Il 2 gennaio il 15º Stormo tornò ad operare in missioni di sbarramento, questa volta con due S.M.79 rispettivamente ai comandi del capitano Triboldi e del tenente Balli.
Il 3 gennaio continuarono le azioni di sbarramento con due velivoli che operarono ai comandi dei tenenti Balli e Guazzini sganciando mine nella zona della Ridotta Capuzzo. Nella notte un S.M.79 della 54ª Squadriglia ai comandi del tenente Tramontano attaccò i due campi volo di Bir El Kreighat e Bir Dignash.
La notte del 4 gennaio il tenente De Angelis ed il tenente Valsecchi, entrambi della 21ª Squadriglia del 46º Gruppo, attaccarono con i loro S.M.79 la zona di Sollum mentre i tenenti Guazzini e Balli compivano l'ennesima azione di sbarramento questa volta nella zona di Sidi Azeiz.
Il giorno 5 gennaio il 15º tornò ad eseguire azioni di sbarramento con due S.M.79, uno della 21ª Squadriglia, l'altro della 53ª.
Il 6 gennaio le truppe inglesi erano ormai alle porte de Tobruk. Per quanto riguarda la Regia Aeronautica il maresciallo Rodolfo Graziani comunicò che non era più in grado di svolgere alcuna funzione offensiva. Da Roma giunse la decisione di limitare l'azione dei bombardieri S.M.79 alle sole ore notturne o a missioni di ricognizione a diretto supporto delle truppe di terra. Conseguentemente iniziò la riorganizzazione della Vª Squadra Aerea di cui il 15º Stormo faceva parte.
Il 15º Stormo cedette alcuni velivoli in efficienza al 52º Gruppo del 34º Stormo che si rischierava a Tripoli. Contemporaneamente il 47º Gruppo del 15º Stormo, in quel momento basato a Maraua, si preparò a muovere a Tripoli mentre il 46º Gruppo di preparò a muovere da N3 (Martuba) a Sidi El Magrum. A questo punto l'azione degli S.M.79 del 15º Stormo e degli altri reparti era fortemente limitata dalle gravi perdite subite nei giorni precedenti, dall'ormai cronica scarsa efficienza dei mezzi rimasti, dalla penuria di caccia di scorta e dalla necessità di continui ripiegamenti legati all'incessante avanzata inglese. Conseguentemente il 6 gennaio vennero effettuate solo tre azioni di sbarramento da parte del 15º Stormo.
L'8 gennaio riuscì a lanciare alcune sortite con velivoli della 53ª, 54ª e 21ª Squadriglia. A questo punto e fino alla fine del mese (9, 10, 14, 15, 20, 23, 24, 26 gennaio) le principali azioni del 15º Stormo consistevano in missioni di sbarramento e raid notturni su Ridotta Capuzzo, Gambut, Bu Amud, Sidi Rezegh ed el-Adem.
Particolarmente sfortunata fu l'azione notturna del 21 gennaio quando le quattro squadriglie del 15º, in collaborazione con altrettante del 41º Stormo, sganciarono per errore le loro bombe su un gruppo di prigionieri di guerra italiani ammassati a circa tre miglia a nord di el-Adem, determinandone la morte di un numero imprecisato (50-300).
Quella notte però coincise anche con il prologo a un'azione eroica da parte di uno degli uomini dello Stormo. Infatti durante il bombardamento notturno della 54ª Squadriglia sulla direttrice Ridotta Capuzzo - el-Adem uno dei velivoli (S.M.79 MM22233) fu costretto ad atterrare nella zona di Agebadia per un guasto al motore. Il pilota valutò che il velivolo poteva essere riparato sul posto e perciò lo affidò al sergente maggiore motorista Morettin, lo specialista dell'equipaggio che fu successivamente raggiunto da altri quattro tecnici. Il 7 febbraio il 15º Stormo era pronto per il rimpatrio in Italia ma non era disponibile alcun pilota per recuperare il velivolo ormai in condizioni di volare. Morettin e i suoi uomini, senza indicazioni precise, decisero anziché distruggere l'apparecchio e consegnarsi agli inglesi di tentare la sorte e volare alla base. Aiutato ai comandi dall'allievo aviere montatore Zucco, il sergente maggiore Morettin decollò dal deserto e dopo un volo di circa 50 km con solo due motori atterrò sul campo di Misurata. Per questa azione Morettin venne insignito della medaglia d'argento al valor militare. Il velivolo venne rimpatriato e continuò ad essere utilizzato dalla Regia Aeronautica.

#### Febbraio
Il 1º febbraio un S.M.79 della 20ª Squadriglia effettuò la consueta azione di sbarramento contro le colonne nemiche. Questa volta l'obiettivo era la direttrice Derna - Bengasi, nelle zone di El Hamama e Tècnis.
Questo genere di attacchi vennero ripetuti dal 15º nei due giorni successivi. Il 3 febbraio lo Stormo attaccò anche il campo di volo di Tmimi.
Dopo l'ultima missione del giorno 3, il 4 febbraio ripiegò a Zuara ed il 9 febbraio a Zavia in Tripolitania. Si trattava dell'ultima tappa prima del rientro in patria dopo otto mesi di massacrante attività che aveva visto il reparto operare quasi ininterrottamente.
Lo Stormo lasciò i suoi ultimi nove S.M.79 in efficienza ad altri reparti (sei andarono al 34º Stormo, uno al 41º Stormo e l'ultimo al 54º Gruppo).

#### Marzo - dicembre
Il rientro in Italia concludeva il 2 marzo 1941. La restante parte dell'anno era dedicato alla transizione sui bombardieri Caproni Ca.313, con lo Stormo riorganizzato sull'Aeroporto di Vicenza.
Intanto, a seguito di quanto disposto dallo Stato Maggiore della Regia Aeronautica con foglio n. 2/2517 del 31 marzo 1941, il Comando della IX Brigata Aerea Leone, di cui era parte integrante il 15º Stormo, veniva sciolto a quella data. Contemporaneamente era costituito il Comando Bombardamento Leone alle dirette dipendenze della II Squadra Aerea con sede temporanea presso l'Aeroporto di Padova.
Il 15º Stormo rimase inquadrato sotto questo nuovo Comando fino al 31 maggio 1941 quando, su nuova disposizione dello Stato Maggiore della Regia Aeronautica (foglio n. 2/4381 del 24 maggio 1941), venne ricostituita la IX Brigata Aerea B.T. Leone e lo Stormo, insieme anche al 41º Stormo, venne riassegnato alla nuova unità. Alla quella data risulta che lo Stormo aveva in forza, efficienti, 5 Caproni Ca.313 ed 1 Savoia-Marchetti S.M.79.
A seguito del benestare del Comando della II Squadra Aerea, il Comando della IX Brigata disponeva in data 7 novembre 1941 (ordine n. 1209/O.S.10) la costituzione di un Gruppo Complementare (denominato Gruppo Complementare 15º Stormo) per i due stormi 15º e 41º in forza alla Brigata, basato sull'aeroporto di Vicenza (anche se dislocato su Aviano per ragioni addestrative), posto al comando del maggiore pilota Gaspare De Cecco. A quella data lo Stormo poteva contare con 16 Ca. 313..

#### Le operazioni nel 1942
Il dispaccio n. 1128 del 10 febbraio 1942 dello Stato Maggiore della Regia Aeronautica disponeva con decorrenza 15 febbraio lo scioglimento (sarà quello definitivo nel periodo bellico, fino alla ricostituzione nel novembre 1997) della IX Brigata Aerea Leone e la contemporanea creazione del Comando Intercettori Leone, con sede a Treviso ed alle dirette dipendenze della II Squadra Aerea. Dei tre reparti che costituivano la IX Brigata, solo il 41º Stormo passò direttamente al Comando Intercettori mentre il 15º Stormo (Vicenza) ed il Gruppo Complementare del 15º Stormo (Aviano) passarono entrambi direttamente al comando della II Squadra Aerea.
A quella data il 15º Stormo contava con 14 Ca. 313 efficienti mentre il Gruppo Complementare con 5 Ca. 313 ed 1 Fiat C.R.42.
È interessante riportare il testo integrale dell'Ordine del Giorno n. 5 del 15 febbraio 1942 con cui il generale di brigata Attilio Biseo chiudeva il diario storico della IX Brigata.
Costituitasi in guerra sulla rovente terra d'Africa, in brevissimo volgere di tempo ha saputo crearsi, con i suoi Eroi una fulgida tradizione di guerra e di pace.
Tale tradizione, che rimarrà impressa nei nostri cuori, è affidata alla storia dell'Aviazione Fascista attraverso il ricordo delle epiche gesta dei suoi uomini e le motivazioni con le quali sono state concesse alle Bandiere del 15º e del 41º Stormo le insegne del Valore.
È con estrema commozione che il mio pensiero ricorre oggi ai Camerati Caduti: Essi saranno sempre vivi in noi e, dalla meta, ci guideranno sul cammino del dovere e della Vittoria.
A Voi, Comandati, equipaggi ed avieri, insieme al mio più affettuoso ringraziamento di Comandante, rivolgo il mio saluto di camerata e il più fervido augurio per i nuovi compiti assegnati.
Saluto al Re!
Saluto al Duce!»
Il lungo addestramento del 1941 risultò però vano quando l'8 maggio 1942 il reparto fu convertito in Stormo da Combattimento e poi in Stormo d'Assalto, riequipaggiato con i C.R.42. L'addestramento con la nuova macchina terminò nell'agosto 1942. Il 7 settembre 1942 il 15º Stormo fu fatto tornare a combattere in Libia, inizialmente dall'Aeroporto di Benina da dove iniziarono subito ad operare gli aerei della 54ª Squadriglia del 47º Gruppo. Il 14 settembre il reparto attaccò le colonne nemiche che avevano inflitto seri danni all'aeroporto di Barce.
Il 20 settembre 1942 la 20ª e 21ª Squadriglia (46º Gruppo) si trovavano dislocate presso el-Adem (Base aerea Gamal Abd el-Nasser) mentre la 53ª e 54ª (47º Gruppo) erano a Barce.
Durante il mese di ottobre il reparto venne utilizzato anche per la vigilanza delle coste egiziane e la protezione dei convogli dell'Asse. Per tenere il passo con i rapidi movimenti del fronte, lo Stormo dovette effettuare numerosi trasferimenti. Da Bengasi (K1) al K3, poi nuovamente al K1, poi a Uadi Tamet, a Bu Amud, ad Agedabia, nuovamente a Uadi Tamet, a Castel Benito, ed infine a Sorman.

#### Il 1943 e lo scioglimento del reparto
Presso Sorman, nel gennaio del 1943 lo Stormo, ormai ridotto a pezzi, ricevette l'ordine di rimpatrio. Seguì un mese di licenza e poi nel marzo dello stesso anno il reparto si trasferì a Vicenza. Qui inizialmente era previsto il riequipaggiamento con i Fiat G.50 ma ciò non avvenne ed il reparto tornò a volare con i C.R.42.
Il 21 maggio 1943 il reparto tornò operativo. Il 15º Stormo fu trasferito in Sardegna, con il 46º Gruppo presso Capoterra ed il 47º Gruppo presso Oristano.
A luglio una parte del reparto (i velivoli più efficienti) tornava a schierarsi sulla penisola, presso Pontedera con compiti di vigilanza ed intercettazione. La restante parte (circa 15 velivoli) rimaneva ad Oristano.
L'11 luglio 1943 circa 15 dei migliori C.R.42 ancora disponibili al 15º Stormo vennero raggruppati nella 20ª e 53ª Squadriglia ed inviati a Palermo-Boccadifalco per fronteggiare gli sbarchi alleati in Sicilia.
Il 29 luglio 1943 i pochi velivoli rimasti abbandonarono la Sicilia e si trasferirono alla base di Firenze Peretola dove il reparto venne colto al momento dell'armistizio dell'8 settembre. Impossibilitato a continuare, lo Stormo venne sciolto.

### La ricostituzione come 15º StormoS.A.R.

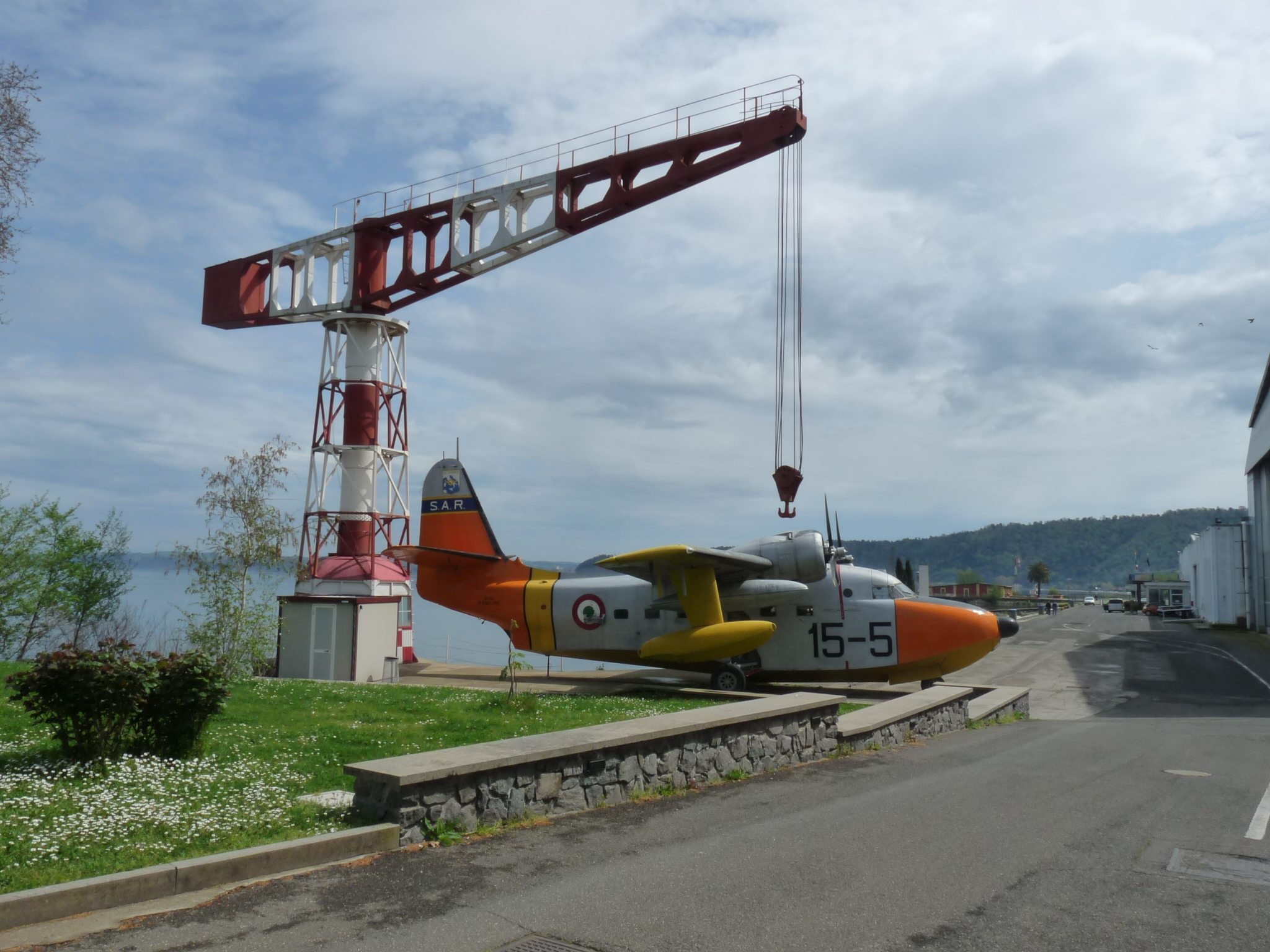
Il primo HU-16 Albatross in dotazione al 15º Stormo, matricola 00-179 Mare 5 - Museo storico dell'Aeronautica Militare di Vigna di Valle

Un AB.47G2 con barella esterna chiusa e carenata e un AB.47J - Museo storico dell'Aeronautica Militare di Vigna di Valle

L'AB-204, Monte 26 in forza al 15º Stormo SAR

Una rara immagine di un P-166 in forza al 15º Stormo probabilmente tra il 1981 e il 1983. 15-42 MM61932

Uno degli A109, in forza al 46º Gruppo Protezione Civile appartenente al 15º Stormo SAR negli anni 1984-1989

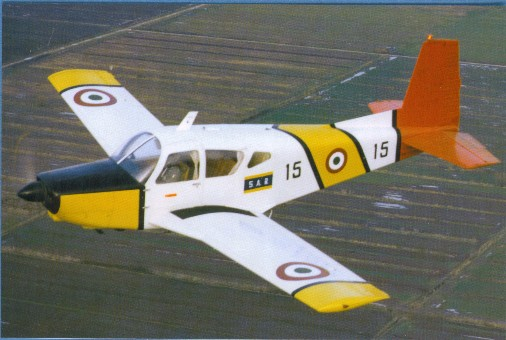
Uno degli S-208M della Squadriglia Collegamenti, in forza al 15º Stormo SAR negli anni 1980-2000

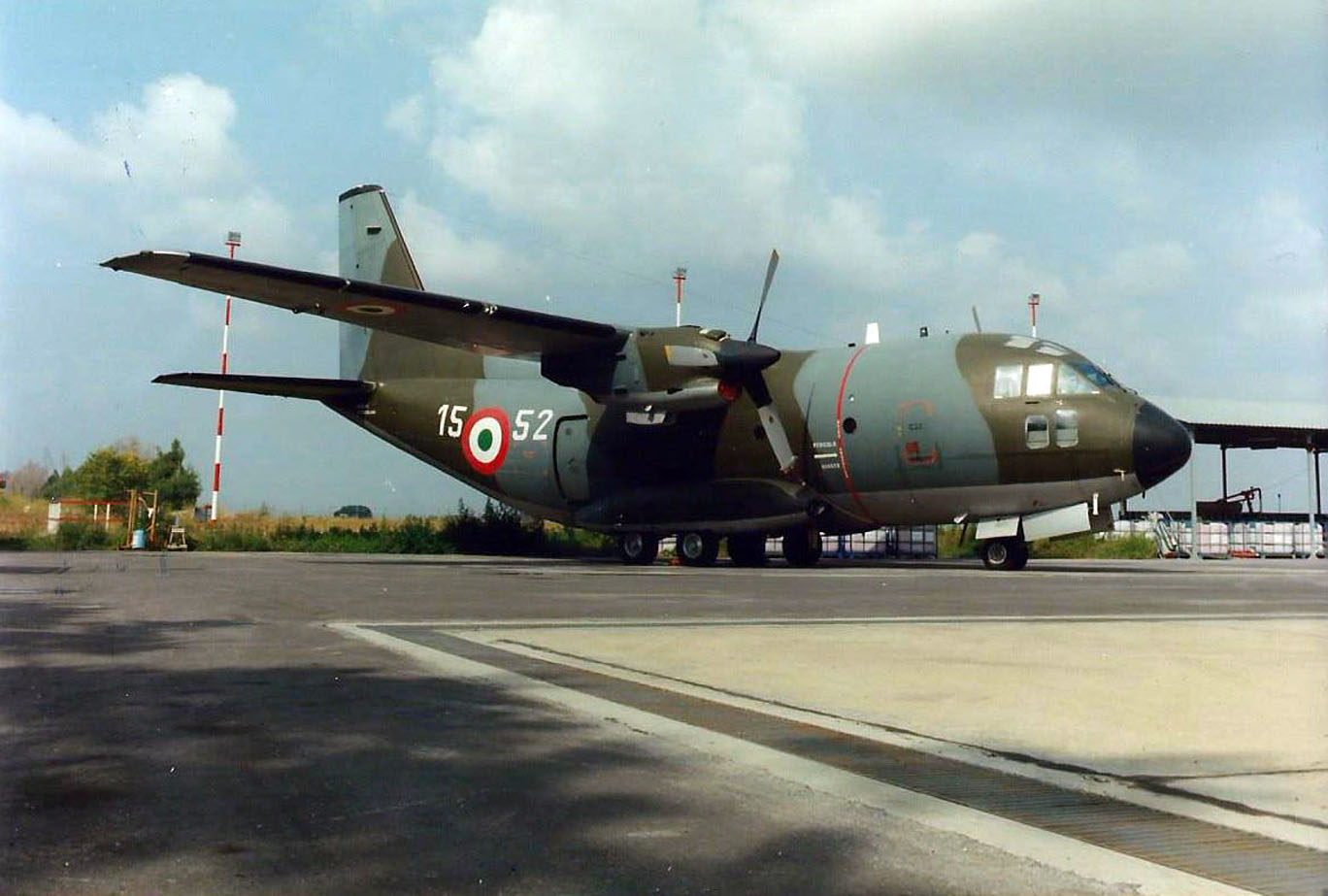
Uno dei G-222, in forza al 46º Gruppo Protezione Civile appartenente al 15º Stormo SAR negli anni 1984-1989

Uno dei Canadair CL-215, in forza al 46º Centro Protezione Civile appartenente al 15º Stormo SAR negli anni 1984-1988

HH-3F Pelican - 15º Stormo Onda 20 nella sua livrea originale

Il 15º Stormo fu ricostituito alle dipendenze del Comando Trasporto e Soccorso Aereo il 1º ottobre 1965 sull'aeroporto di Ciampino, come Stormo SAR (Search and Rescue), composto dall'84º Gruppo velivoli (HU-16A), con le sue squadriglie 140ª e 287ª, dall'85º Gruppo elicotteri (AB.47J, AB.47J.3 ed AB.204B), con le sue squadriglie 142ª e 288ª, nonché da due sezioni miste basate a Linate (1º Distaccamento SAR) e Grottaglie (3º Distaccamento SAR). Il 2º Distaccamento SAR di Ciampino si identificava con la sezione in turno d'allarme del 15º Stormo. Ciascun distaccamento contava su tre equipaggi di pronto impiego con gli HU-16 e di tre equipaggi di pronto impiego con elicottero.
Complessivamente il reparto aveva a disposizione 5 HU-16 (3 efficienti), 5 AB.47J (4 efficienti), 7 AB.47J.3 (5 efficienti) e 7 AB.204B (5 efficienti).
Fin dall'inizio lo Stormo operò nel contesto di missioni molto delicate. Già il 4 ottobre 1965 ad esempio i velivoli del reparto erano impegnati per la scorta al velivolo sul quale viaggiava Sua Santità Paolo VI nel suo viaggio a New York per il discorso alle Nazioni Unite.
Il 1º marzo 1971 il reparto venne ufficialmente intitolato, su richiesta dei suoi uomini, al generale di brigata aerea Stefano Cagna, MOVM, già comandante del 15º Stormo negli anni immediatamente precedenti la guerra, morto in azione di combattimento nel 1940.
Nel giugno 1973, in occasione del supporto aereo offerto dal 15º Stormo agli organizzatori della gara motonautica di endurance Bellaria-Abbazia, un HU-16 rischierato per l'occasione a Cervia venne intercettato da velivoli dell'Aeronautica Militare Jugoslava a sud di Capo Promontore e costretto ad atterrare a Pola; l'aereo ed il suo equipaggio ritornarono in Italia solo il giorno seguente.
Nell'estate del 1976 iniziò la radiazione degli ormai vetusti HU-16. A partire dal 12 agosto 1977 lo Stormo ricevette i primi HH-3F, divenuti pienamente operativi nel 1979.
L'ultima missione operativa della componente ad ala fissa del 15º Stormo avvenne il 29 giugno 1979, quando, a soli tre giorni dalla definitiva radiazione, un HU-16A partecipò alle ricerche dei naufraghi della collisione tra due motonavi al largo di Santa Marinella.

### Il passaggio agli elicotteri
In totale furono acquistati per lo Stormo 35 elicotteri HH-3F, di cui un primo lotto di 20 unità nel 1977 e un secondo di 15 agli inizi degli anni novanta. Dal marzo 2006 è iniziato il programma di aggiornamento degli elicotteri HH-3F, inizialmente destinato a concludersi entro il 2009.

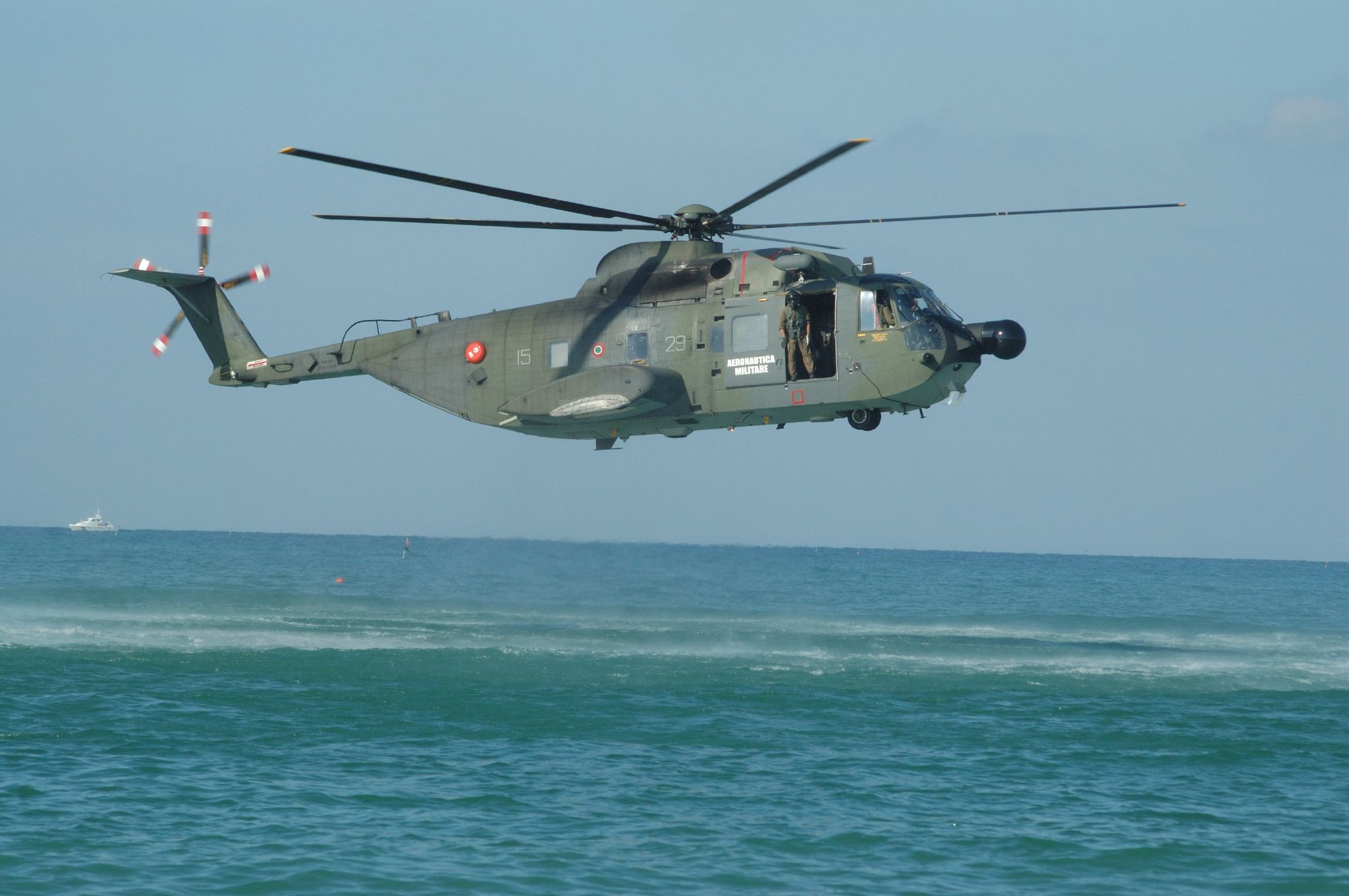
HH-3F Pelican. - 15º Stormo Onda 29

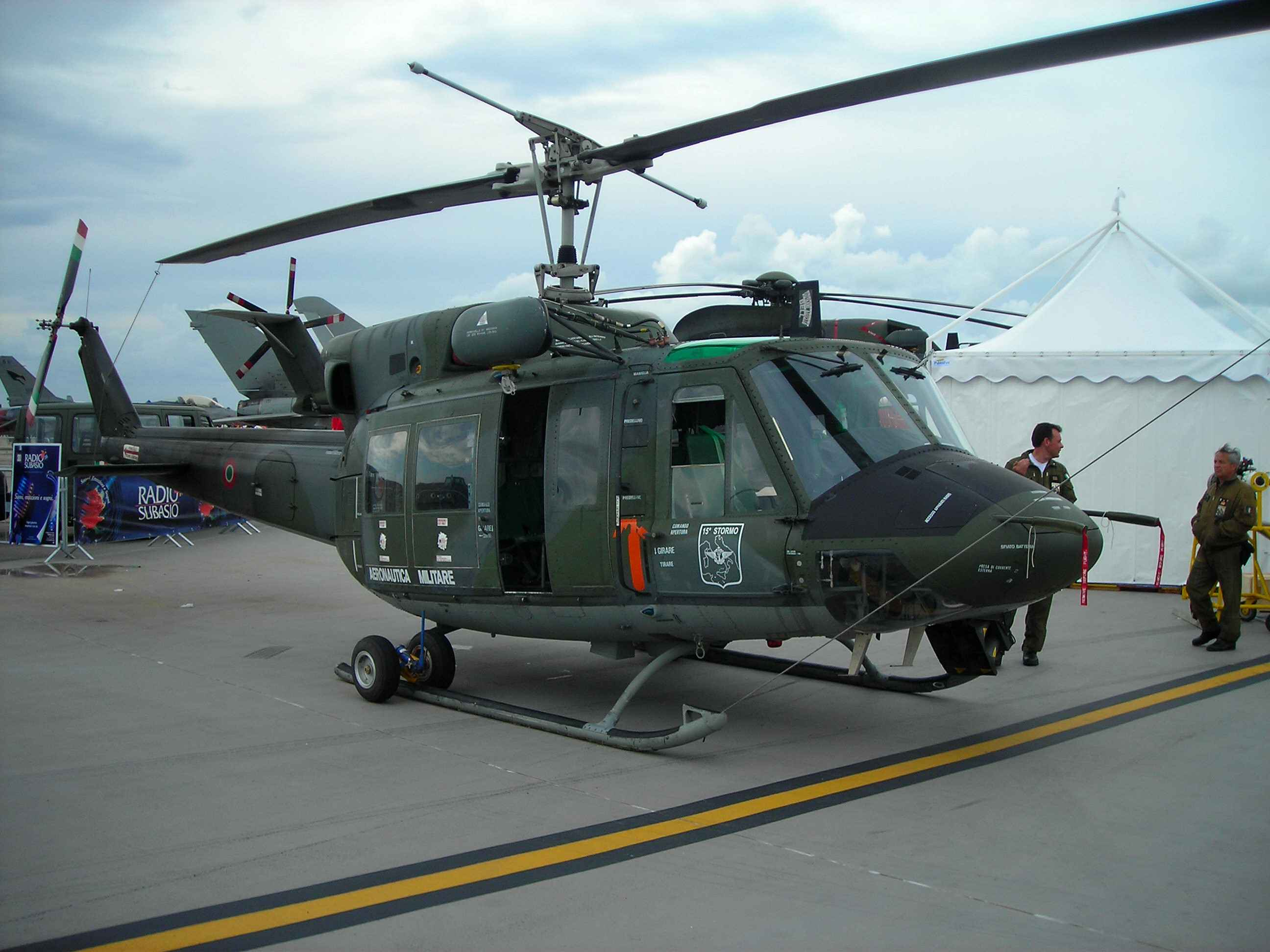
Un AB-212 del 15º Stormo

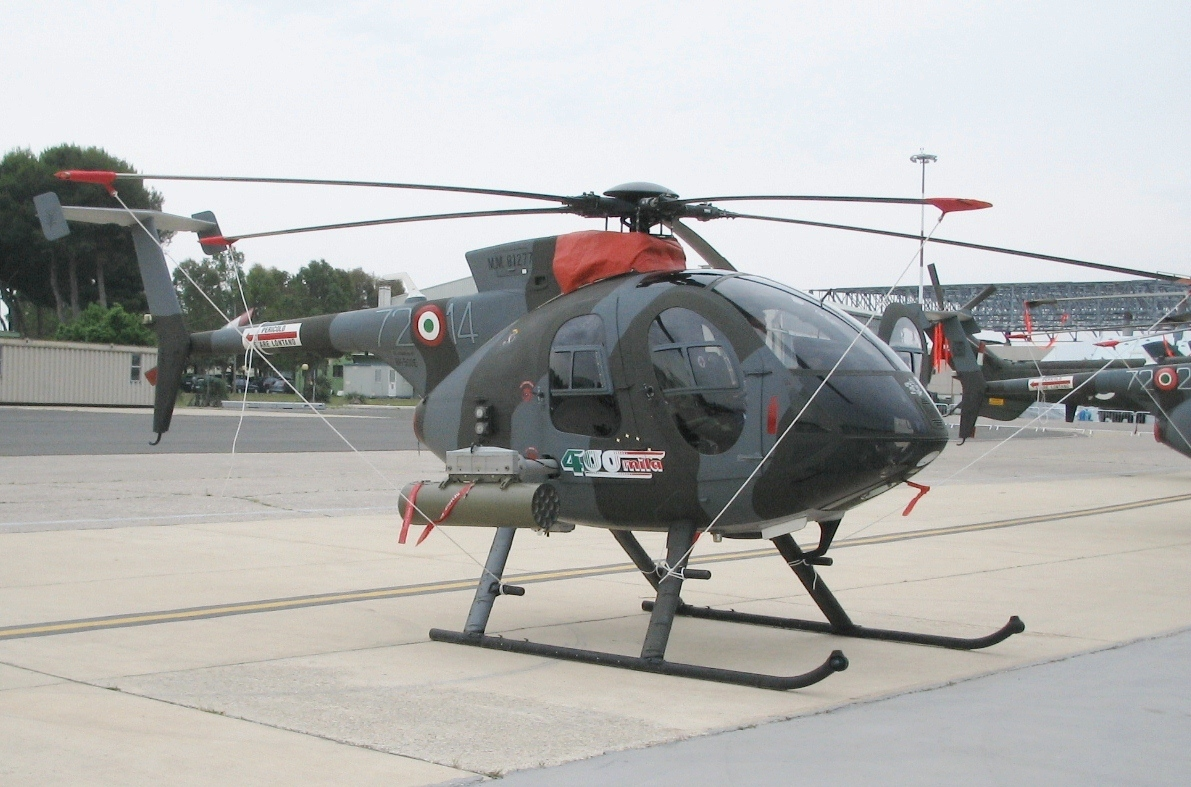
TH-500B sulla piazzola nei pressi dell'hangar del 15º Stormo a Pratica di Mare

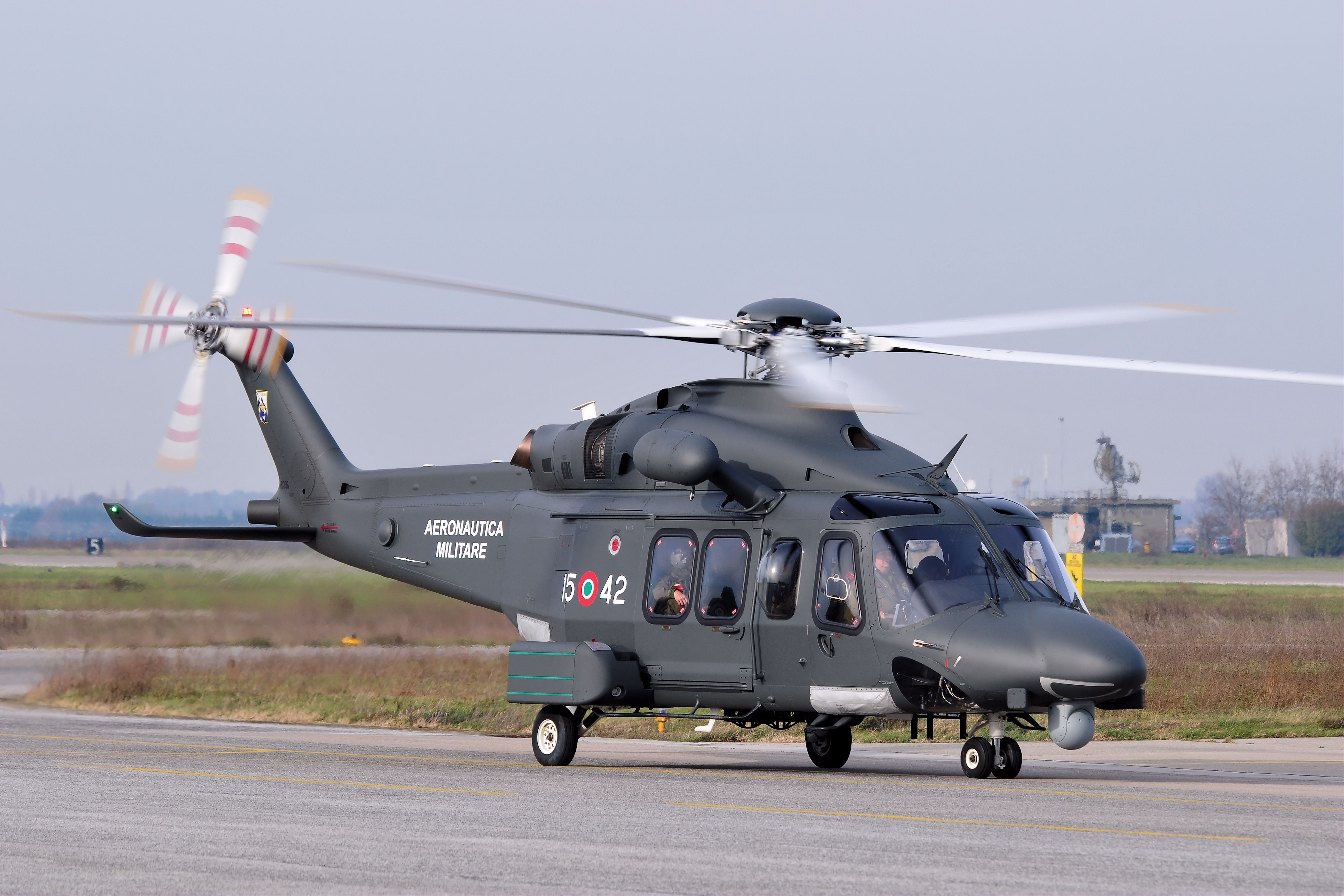
HH-139A, Onda 42, sulla pista dell'Aeroporto di Cervia-Pisignano

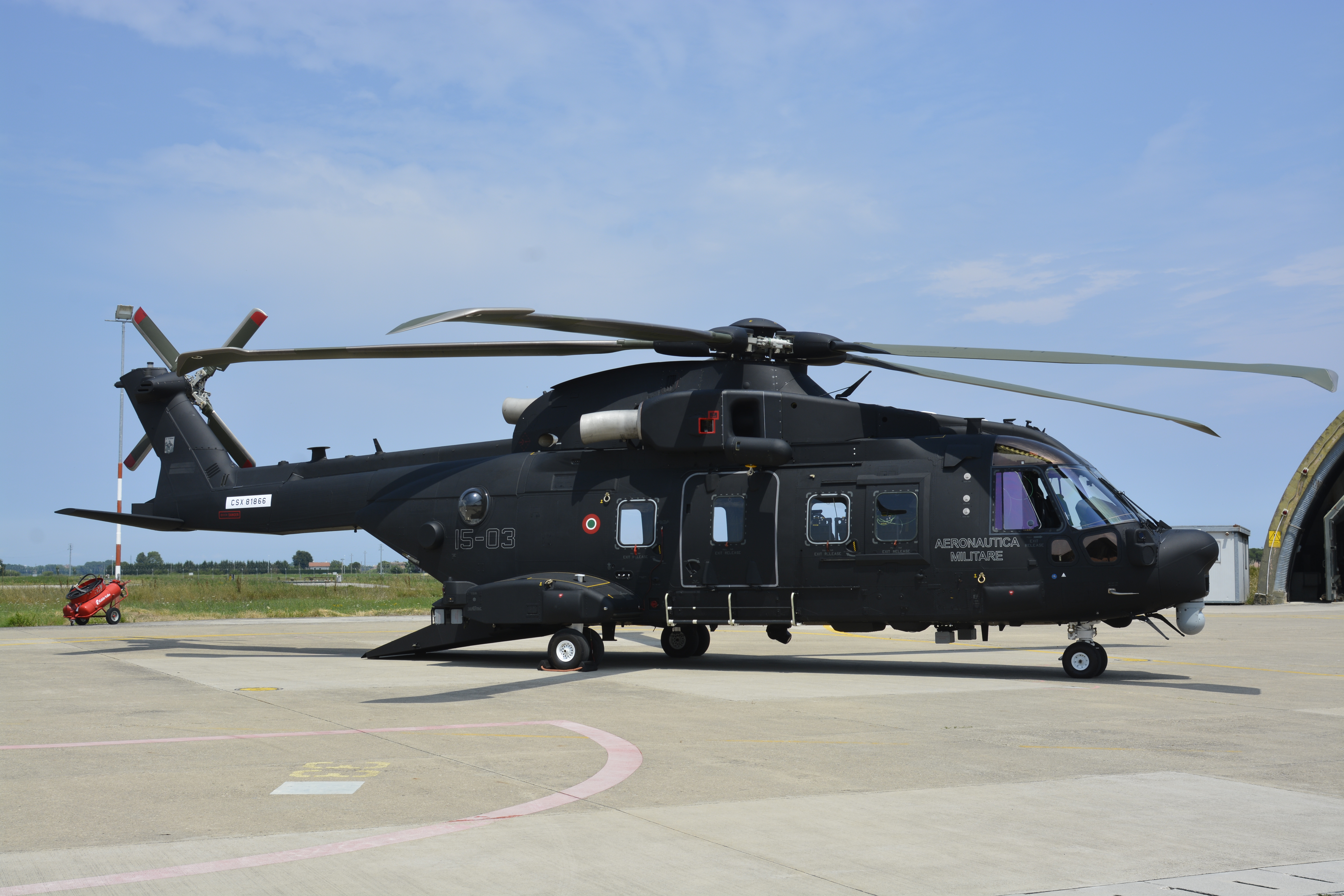
HH-101A, CAESAR 03, sulla pista dell'Aeroporto di Cervia-Pisignano il 19 giugno 2015

Dopo numerosi cambi di base e riorganizzazioni interne, con decorrenza 2 ottobre 1997, lo Stormo spostò la sua sede presso l'Aeroporto di Pratica di Mare.
Dal 1993 in poi, il 15º Stormo, oltre alle missioni di supporto alla popolazione civile svolte durante gli eventi calamitosi (terremoti ed alluvioni) che hanno colpito l'Italia, è stato anche impegnato con compiti di ricerca e soccorso nelle zone ostili delle varie operazioni all'estero condotte dalle forze armate italiane come quelle svolte in Somalia, Albania, Bosnia, Kossovo, Iraq.

### Parentesi "Ala Fissa": il 46° Centro Protezione Civile
Il 15 ottobre 1984 venne costituito a Ciampino il 46° Centro Protezione Civile con il ruolo di "Antincendio Boschivo".
Il Centro, equipaggiato con velivoli Canadair CL-215, consentì all'amministrazione dello Stato di dotarsi dello strumento aereo tutt'oggi esistente, benché attualmente operato da aziende civili su Viking Air 415 Superscooper.
Il 46° Centro, equipaggiato inizialmente con 2 velivoli ai quali se ne aggunsero altri 2 nel 1985, era inizialmente composto da 12 piloti (6 capi equipaggio e 6 copiloti) dalla rilevante esperienza operativa provenienti da Reparti Cacciabombardieri, Trasporti ed Antisom ed 8 tecnici di volo (TEV). I piloti furono soggetti di un delicato ed impegnativo addestramento, fra il mese di giugno e settembre del 1984, a cura della azienda Canadair e dei due loro comandanti istruttori Casselman e Galac.
Il primo comandante del 46° Centro fu il tenente colonnello Renato Marcomin, seguito dai t.col. Italo Di Ruzza, dal t.col. Franco Nieri e dal t.col. Carlo Savazzi.
Il 46° Centro venne dismesso il 31 dicembre 1987 con il contestuale transito della gestione dei velivoli alla società privata SISAM (Società Italiana Servizi Aerei Mediterranei).

### Il XXI secolo
Dal 2001 allo Stormo è stato assegnato anche il nuovo ruolo operativo di Slow Mover Interceptor (SMI) nell'ambito della difesa aerea.
Con decorrenza 28 settembre 2010 ed effetto 5 ottobre 2010 lo Stormo ha trasferito il suo Comando presso l'aeroporto militare di Cervia-Pisignano, in concomitanza della messa in "posizione quadro" del 5º Stormo caccia Giuseppe Cenni.
Il 9 ottobre 2013 lo Stato Maggiore stabilisce il trasferimento della 670ª Squadriglia Collegamenti e Soccorso di base a Decimomannu nel neo costituito 86º Centro CSAR alle dipendenze del 15º Stormo. Detto questo però l'86° Centro CSAR dovrà essere rinumerato perché è preesistente l'86º Gruppo CAE del 41º Stormo. Visto quindi che non possono esistere contemporaneamente due Gruppi o due Centri con la stessa numerazione, mentre possono esistere un Gruppo ed un Centro con la stessa numerazione, SMA 1º Reparto in data 22 ottobre 2013 ha successivamente provveduto a correggere l'errore ridenominando l'86° Centro CSAR in 80° Centro CSAR.
Nel corso di una cerimonia solenne tenutasi all'Aeroporto Mario De Bernardi a Pratica di Mare il 26 settembre 2014, l'elicottero HH-3F, del quale era già stata comunicata la futura dismissione da parte dello Stato maggiore dell'Aeronautica Militare per limiti operativi e difficoltà di reperimento dei pezzi di ricambio, è stato definitivamente ritirato dal servizio attivo di tutti i reparti del 15º Stormo. Il programma per la sostituzione degli HH-3F nel ruolo SAR e Combat SAR era stato avviato nel 2008. Il candidato a sostituire nel ruolo CSAR gli HH-3F (Pelican) è stato individuato nell'elicottero pesante AgustaWestland AW101, in apposita versione CSAR (Caesar) che prende il nome di HH-101. Come sostituto dell'HH-3F nel ruolo SAR è invece stato scelto l'AgustaWestland AW139, del quale lo stormo ha ricevuto il primo di tredici previsti l'8 marzo 2012 (MM81796). L'AW139 in questa configurazione è stato denominato HH-139A.
Il 30 ottobre 2018 viene ricostituito a Cervia il 23º Gruppo Volo con dipendenza diretta dal 15º Stormo e con compiti di Personnel Recovery; contemporaneamente la 387ª squadriglia è ricollocata in posizione quadro presso il 21º Gruppo Volo del 9º Stormo. Il 23º Gruppo Volo viene posto in posizione quadro il 14 febbraio del 2023.
Con variante alle TOO, il 30 gennaio 2023 il 15º Stormo torna ad essere SAR e non più CSAR.

Area SAR italiana e aree Maritime Rescue Sub Center

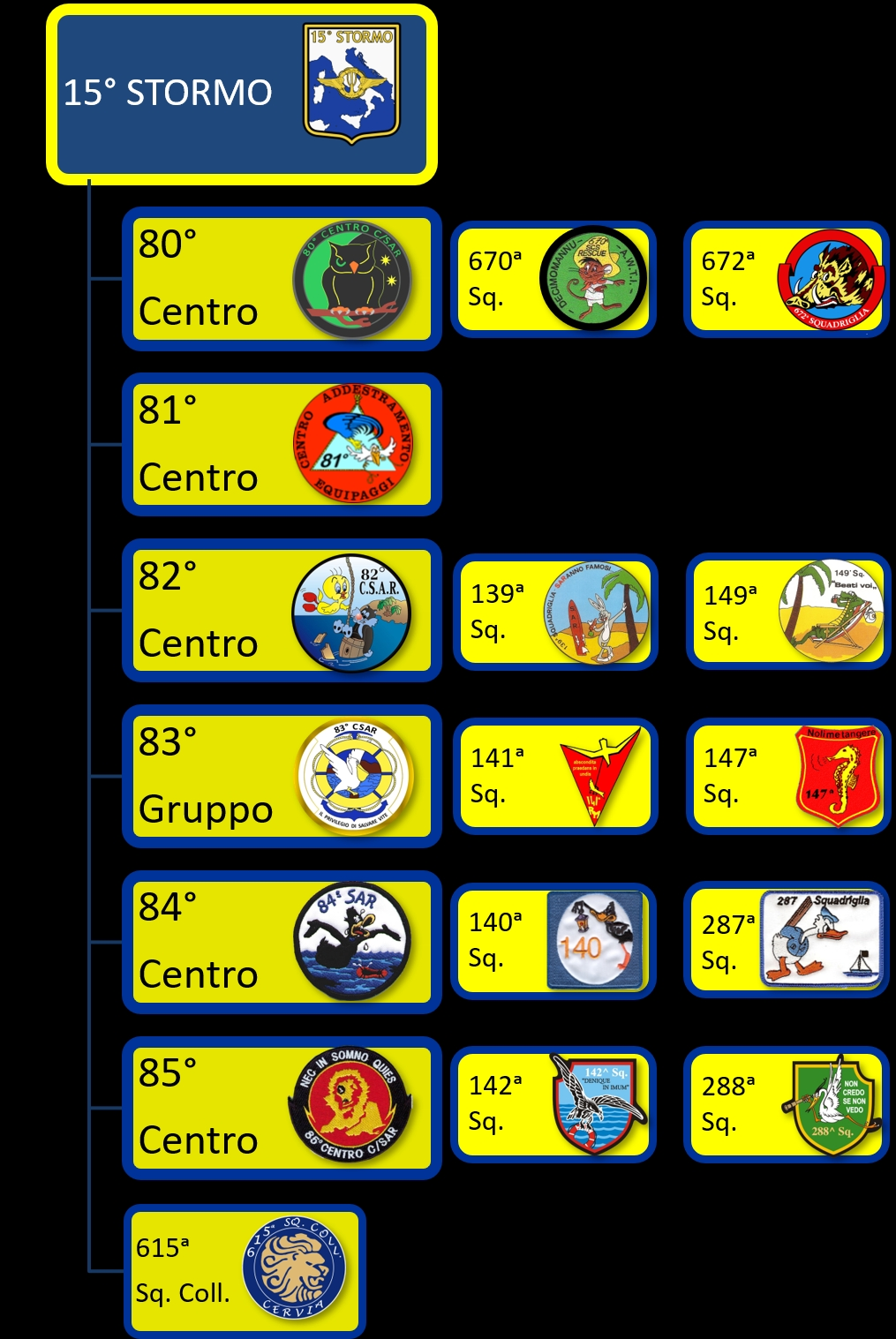
Attuale organigramma del 15º Stormo

## L'attività
Di seguito viene presentato uno specchio riepilogativo dell'attività di volo del 15º Stormo dalla sua ricostituzione.
| Anno | Ore di volo | Ore di volo operative | Persone soccorse |
| ---- | ----------- | --------------------- | ---------------- |
| 1965 | 7.535       | 1.598                 | 143              |
| 1966 | 7.070       | 1.450                 | 889              |
| 1967 | 6.136       | 1.515                 | 207              |
| 1968 | 5.620       | 1.397                 | 230              |
| 1969 | 5.269       | 1.080                 | 153              |
| 1970 | 5.947       | 1.674                 | 153              |
| 1971 | 6.453       | 1.973                 | 176              |
| 1972 | 6.652       | 1.928                 | 107              |
| 1973 | 6.690       | 1.931                 | 289              |
| 1974 | 5.648       | 1.665                 | 99               |
| 1975 | 6.360       | 1.690                 | 110              |
| 1976 | 5.027       | 1.142                 | 79               |
| 1977 | 6.860       | 1.028                 | 86               |
| 1978 | 6.651       | 1.142                 | 439              |
| 1979 | 5.418       | 1.131                 | 49               |
| 1980 | 5.543       | 1.845                 | 32               |
| 1981 | 5.363       | 1.221                 | 150              |
| 1982 | 5.300       | 1.074                 | 118              |
| 1983 | 5.079       | 904                   | 155              |
| 1984 | 5.665       | 2.056                 | 73               |
| 1985 | 8.317       | 1.944                 | 268              |
| 1986 | 8.933       | 2.227                 | 122              |
| 1987 | 9.904       | 1.340                 | 93               |
| 1988 | 7.585       | 539                   | 192              |
| 1989 | 6.279       | 530                   | 150              |
| 1990 | 6.596       | 482                   | 106              |
| 1991 | 6.582       | 1.283                 | 196              |
| 1992 | 7.566       | 1.042                 | 89               |
| 1993 | 6.891       | 1.486                 | 63               |
| 1994 | 6.979       | 827                   | 105              |
| 1995 | 7.495       | 688                   | 180              |
| 1996 | 7.419       | 474                   | 117              |
| 1997 | 6.604       | 314                   | 101              |
| 1998 | 6.785       | 261                   | 258              |
| 1999 | 6.116       | 888                   | 263              |
| 2000 | 6.517       | 556                   | 104              |
| 2001 | 6.831       | 962                   | 54               |
| 2002 | 5.535       | 282                   | 27               |
| 2003 | 6.348       | 1.454                 | 571              |
| 2004 | 6.950       | 1.790                 | 28               |
| 2005 | 6.709       | 1.626                 | 20               |
| 2006 | 5.567       | 1.203                 | 25               |
| 2007 | 5.443       | 980                   | 30               |
| 2008 | 3.899       | 378                   | 13               |
| 2009 | 4.647       | 551                   | 61               |
| 2010 | 4.130       | 255                   | 10               |
| 2011 | 6.127       | 360                   | 11               |
| 2012 | 5.236       | 331                   | 15               |
| 2013 | 5.216       | 308                   | 13               |
| 2014 | 6.406       | 708                   | 80               |
| 2015 | 5.018       | 518                   | 10               |
| 2016 | 4.957       | 446                   | 12               |
| 2017 | 5.421       | 578                   | 78               |
| 2018 | 5.067       | 172                   | 27               |
| 2019 | 4.931       | 118                   | 22               |
| 2020 | 5.640       | 181                   | 20               |
| 2021 | 5.580       | 193                   | 31               |
| 2022 | 6.624       | 219                   | 60               |

Il totale delle ore di volo ascende a circa 360.000 ore, di cui circa 58.000 ore di volo operativo. Dal 1965 al 2022 il reparto ha soccorso più di 7300 persone.

## Organigramma e basi
Il 15º Stormo dispone di sette Gruppi Volo (di cui 6 denominati Centri), 1 Gruppo Efficienza Aeromobili ed 1 Squadriglia distribuiti in quattro basi sul territorio nazionale sotto il coordinamento dell'Ufficio Operazioni di Stormo.
In ogni suo centro ha un elicottero dedicato al SAR normalmente pronto al decollo in 120 minuti per 365 giorni all'anno, il cui coordinamento è sotto l'autorità del Centro Coordinamento Soccorso del Comando Operazioni Aeree (COA) di Poggio Renatico (Ferrara).
- 80º Centro SAR sull'aeroporto di Decimomannu, dotato di elicotteri HH-139 (nelle due versioni A e B), sotto il comando del Maggiore Roberto Basciu.
  - 670ª Squadriglia, attualmente basata nel Base Aerea di Decimomannu, dotata di elicotteri HH-139A/B.
  - 672ª Squadriglia, attualmente basata nel Base Aerea di Decimomannu, dotata di elicotteri HH-139A/B.
- 81º Centro CAE (Centro Addestramento Equipaggi) sull'aeroporto di Cervia-Pisignano, dotato di elicotteri HH-139A, attualmente sotto il comando del Maggiore Alfredo Pellegrino.
- 82º Centro SAR di Trapani Birgi, dotato di elicotteri HH-139B, sotto il comando del Tenente Colonnello Marco Forcato.
- 83º Gruppo SAR sull'aeroporto di Cervia-Pisignano, dotato di elicotteri HH-139B, sotto il comando del Tenente Colonnello Gianluca Terrenzi.
- 84º Centro SAR sull'aeroporto di Gioia del Colle, dotato di elicotteri HH-139A, sotto il comando del Tenente Colonnello Francesco Pastore.
- 85º Centro SAR sull'Aeroporto di Pratica di Mare, dotato di elicotteri HH-139A, sotto il comando del Tenente Colonnello Alessandro Salamena.
- 615ª Squadriglia Collegamenti, basata sull'aeroporto di Cervia-Pisignano, dotata di elicotteri TH-500B.

## Cronotassi dei comandanti di Stormo
Vengono di seguito elencati i comandanti del 15º Stormo, dalla sua prima costituzione, nonché le note salienti relative all'attività del reparto durante il loro mandato.
- giugno - ottobre 1931, colonnello Tullio Toccolini.
- ottobre 1931 - luglio 1932, tenente colonnello Paride Sacchi.
- luglio 1932 - maggio 1934, tenente colonnello Arnaldo Sabatini.
- maggio 1934 - giugno 1935, colonnello Francesco Marini.
- giugno 1935 - maggio 1936, colonnello Federico Zapelloni, Medaglia d'Oro al Valor Militare.
- maggio 1936 - aprile 1939, colonnello Stefano Cagna, Medaglia d'Oro al Valor Militare alla memoria.
- aprile 1939, colonnello Alessandro Miglia.[32]
- giugno 1939 – maggio 1942, colonnello Silvio Napoli. Sotto il suo comando si verifica l'entrata dell'Italia nella seconda guerra mondiale.
- maggio 1942 - luglio 1943, tenente colonnello Raffaello Colacicchi.
- luglio 1943 – settembre 1943, tenente colonnello Giovanni Morbidelli. Sotto il suo comando lo Stormo, sorpreso dall'armistizio a Firenze, viene sciolto.
- ottobre 1965 – ottobre 1966, colonnello Alberto Civalleri. Primo comandante del ricostituito 15º Stormo SAR.
- ottobre 1966 – ottobre 1967, colonnello Bruno Dalè. Sotto il suo comando il 15º Stormo partecipa ai soccorsi per l'alluvione di Firenze e del Veneto.
- ottobre 1967 – ottobre 1968, colonnello Girolamo Rosati. Sotto il suo comando il 15º Stormo partecipa ai soccorsi per il terremoto del Belice.
- ottobre 1968 – ottobre 1969, colonnello Vincenzo Filippetti. Sotto il suo comando il 15º Stormo partecipa ai soccorsi per l'alluvione nel Biellese.
- ottobre 1969 - ottobre 1970, colonnello Mario Mitchell. Il 15º Stormo partecipa nelle ricerche in mare dei naufraghi della motonave Fusina, nei pressi di Capo Sandalo.[33]
- ottobre 1970 - ottobre 1971, colonnello Giuseppe Sallustio. Sotto il suo comando il 15º Stormo partecipa ai soccorsi per l'alluvione in Liguria ed ai soccorsi in occasione del naufragio della Heleanna.
- ottobre 1971 - ottobre 1972, colonnello Salvatore Marino.
- ottobre 1972 - ottobre 1975, colonnello Federico Lenci.
- ottobre 1975 - luglio 1978, colonnello Luciano Bocus. Sotto il suo comando il 15º Stormo partecipa ai soccorsi per il terremoto del Friuli. Inizia la radiazione degli HU-16 ed il passaggio all'HH-3F. Immagine dell'arrivo a Ciampino del primo HH3-F dell'Aeronautica Militare Italiana, 15º Stormo, il 12 agosto del 1977. Capo equipaggio Maggiore Nello Barale, secondo pilota Capitano Leonardo Mazzucco

Immagine dell'arrivo a Ciampino del primo HH3-F dell'Aeronautica Militare Italiana, 15º Stormo, il 12 agosto del 1977. Capo equipaggio Maggiore Nello Barale, secondo pilota Capitano Leonardo Mazzucco

- luglio 1978 – agosto 1979, colonnello Domenico Bonazzoli. Sotto il suo comando il 15º Stormo partecipa ai soccorsi per l'alluvione della Val d'Ossola. Il 29 giugno 1979 i mezzi del reparto partecipano alle operazioni di ricerca e soccorso in occasione della tragedia causata dalla collisione in mare nei pressi di Capo Linaro (Santa Marinella), tra la Emmanuelle Delmas e la Vera Berlingieri[34]. L'ultimo volo di un HU-16 viene effettuato il 29 giugno 1979.[35]

Onda 16 in volo sulle macerie del terremoto dell'Irpinia nel 1980

- agosto 1979 - settembre 1981, colonnello Gian Paolo Chiappini. Nel novembre del 1979 è soppresso il 3º Distaccamento SAR di Brindisi per riaprire un anno dopo come 84º Centro SAR. Sempre nel 1980 è ricostituito l'83º Centro SAR a Rimini. A cavallo tra la fine del 1980 e l'inizio del 1981 il 15º Stormo partecipa ai soccorsi alle popolazioni colpite dal terremoto dell'Irpinia nonché ai soccorsi alle popolazioni della Sila isolate per più di un mese a causa della neve. Per l'emergenza in Irpinia a partire dal 24 novembre 1980 il reparto rischierò quattro HH-3F a Capodichino e a Potenza che poi furono affiancati anche dagli AB-204 e da un P-166, arrivando ad impiegare fino a 17 mezzi aerei e 112 militari. In precedenza, nella notte del 27 giugno 1980, due HH-3F del reparto, su richiesta del comando del Soccorso Aereo di Martina Franca, hanno partecipato alle iniziali operazioni di ricerca nella zona dell'incidente del volo Itavia poi conosciuto come Strage di Ustica.[36] Sotto il comando del colonnello Chiappini apre il nuovo centro SAR di Trapani, da allora sede dell'82º Centro; viene invece soppresso il distaccamento SAR di Linate.
- settembre 1981 - agosto 1983, colonnello Vittorino Zardo, già comandante della Pattuglia Acrobatica Nazionale.
- agosto 1983 - settembre 1984, colonnello Aldo Ferraguto. Il 15º Stormo rischiera uomini e mezzi in Marocco, presso Kenitra, per partecipare alle operazioni nell'Oceano Atlantico per la ricerca dei naufraghi della Tito Campanella.[37]
- settembre 1984 - settembre 1985, colonnello Maurizio Pastorino. Il 15 ottobre viene ricostituito il 46º Gruppo, sulle squadriglie 53ª e 54ª. Il Gruppo assume la denominazione di 46º Centro Protezione Civile sotto il comando del tenente colonnello Renato Marcomin al quale seguiranno i tenenti colonnelli Italo Di Ruzza, Franco Nieri e Carlo Savazzi. Vengono assegnati allo Stormo gli aerei anfibi Canadair CL-215 (MM 62018 - MM 62019 - MM 62023 ed MM 62024) per la lotta agli incendi boschivi. Il 46° Centro verrà definitivamente chiuso il 31 dicembre 1997. Parte del personale pilota del 46° Centro, congedatosi dalla Forza Armata, transiterà alla neocostituita società di servizi aerei SISAM, costituendone la spina dorsale operativa. Il 46° Centro è pertanto stato l'anello fondamentale per la nascita del nuovo ed ancora esistente servizio nazionale antincendio boschivo che oggi opera sui più moderni velivoli Canadair CL 415.
- settembre 1985 - settembre 1986, colonnello Valtero Pomponi. Vengono assegnati al 15º Stormo due elicotteri A109 della Protezione Civile. Il 15º Stormo è allertato per l'emergenza legata al sequestro dell'Achille Lauro e rischiera 4 HH-3F ad Akrotiri. Il 5 ottobre 1985 si tengono, sull'aeroporto di Ciampino, le celebrazioni del cinquantenario della fondazione dello Stormo. L'evento, fortemente voluto dal suo predecessore col. Maurizio Pastorino ed organizzato interamente nel corso del suo periodo di comando, non corrisponde ai 50 anni dalla fondazione dello Stormo, avvenuta il 1º giugno 1931, ma viene comunque realizzato perché non organizzato alla scadenza prevista nel 1981 e viene fatto coincidere con i 20 anni della ricostituzione dello stormo.

La linea volo del 15º Stormo a Ciampino, il 5 ottobre 1985, in occasione delle celebrazioni del cinquantenario della costituzione del Reparto (e ventennale dalla sua ricostituzione). Foto proveniente dall'ex Laboratorio Fotografico del Comando Aeroporto di Ciampino ed effettuata dal maresciallo Giuseppe Vicinanza a bordo di un A109 del 31° Stormo

- settembre 1986 - settembre 1987, colonnello Cesarino Ferrara. Assetti del 15º Stormo partecipano nelle ricerche del F-104, matricola militare MM 6710 in carico al 12º Gruppo del 36º Stormo precipitato a Capo Frasca il 29 maggio 1987 durante una esercitazione.
- settembre 1987 - ottobre 1988, colonnello Francesco de Liguoro. Comincia lo smantellamento del 46º Centro; i due A109 sono ceduti alla Protezione Civile.
- ottobre 1988 - settembre 1991, colonnello Nello Barale. Il 15º Stormo partecipa alle ricerche a seguito del naufragio della Posillipo Loran[38] nonché in occasione della collisione in acque allora jugoslave tra le navi Deval e Selin. A giugno del 1989 il 15º Stormo cede alla 46ª Brigata Aerea i tre G-222 del 46º Centro Protezione Civile, nonché i CL-215 che vanno al Dipartimento della Protezione Civile della Presidenza del Consiglio. Il 24 aprile del 1991 iniziano le consegne dei primi HH-3F con avionica aggiornata (comunemente indicati come versione B).
- settembre 1991 - settembre 1993, colonnello Luciano Massetti. Sotto il suo comando, tra il gennaio 1993 ed il luglio dello stesso anno, una cellula del 15º Stormo viene rischierata a Mogadiscio, partecipando alla missione internazionale in Somalia nell'ambito del contingente italiano IBIS.
- settembre 1993 - settembre 1994, colonnello Maurizio Conti. A principio del 1994 si completano le consegne dei 15 HH-3F aggiornati a standard B.
- settembre 1994 - settembre 1995, colonnello Gianfranco Trinca. Sotto il suo comando il 15º Stormo partecipa ai soccorsi per l'alluvione del Piemonte. Mezzi del reparto partecipano in varie missioni di ricerca e soccorso in mare.
- settembre 1995 - settembre 1996, colonnello Mario Sorino. Il 15º Stormo partecipa alle ricerche a seguito del naufragio nella zona di Alicudi della portacontainer tedesco Koraline, nota per essere una delle cosiddette "navi dei veleni".[39]
- settembre 1996 - agosto 1998, colonnello Luca Valeriani. Sotto il suo comando il 15º Stormo partecipa al soccorso alle popolazioni in occasione della frana di Sarno e all'operazione Alba (e successivamente Alba 2) correlate con l'enorme afflusso di profughi dall'Albania. Nel 1997 viene infatti costituito un distaccamento speciale, presso il Comando dell'84º Centro SAR di Brindisi comandato dal tenente colonnello Antonio Albanese, costituito da 6 elicotteri HH-3F. Un elicottero partecipa anche alle ricerche dei naufraghi sopravvissuti alla collisione fra la motonave albanese Kater I Rades[40] e la corvetta Sibilla della Marina Militare Italiana. Con decorrenza 4 novembre 1997 il Comando Aeroporto di Pratica di Mare, costituito in data 1º febbraio 1968,[41] assume la denominazione di 9ª Brigata Aerea ed alle sue dipendenze passano il 14º Stormo ed il 15º Stormo.[42]
- agosto 1998 - settembre 1999, colonnello Carmine De Luca. Il 15º Stormo partecipa alla Missione Arcobaleno in Albania.
- settembre 1999 - gennaio 2001, colonnello Pierluigi Leonarduzzi. Sotto il suo comando il 15º Stormo continua nella partecipazione alla Missione Arcobaleno in Albania. In questo periodo i mezzi del reparto operarono anche per il soccorso alle popolazioni in occasione delle alluvioni di Soverato, nel Ferrarese, a Cervinara.
- gennaio 2001 - luglio 2002, colonnello Leonardo Forliano. Sotto il suo comando al 15º Stormo viene assegnato un nuovo ruolo operativo come Slow Mover Interceptor (SMI). Una cellula del 15º Stormo si rischiera a Sarzana (La Spezia) e partecipa al servizio di difesa aerea dispiegato durante il G8 di Genova. Il reparto viene nuovamente chiamato a svolgere compiti SMI nel giugno 2002 in occasione del vertice mondiale della FAO svolto a Roma.
- luglio 2002 - ottobre 2003, colonnello Vittorio Mulas. Il 15º Stormo partecipa, in funzione Slow Mover Interceptor al servizio di difesa aerea della base di Pratica di Mare durante il vertice NATO-Russia. Il reparto partecipa ai soccorsi in occasione del terremoto del Molise del 2002 e, nel dicembre dello stesso anno, ai soccorsi legati all'emergenza determinata dalle onde di tsunami verificatesi sull'isola di Stromboli per effetto di una frana sottomarina in località Sciarra del Fuoco. Nel marzo 2003 inizia il rischieramento di una cellula di volo del 15º Stormo in Iraq, nell'ambito dell'Operazione Antica Babilonia.
- ottobre 2003 - gennaio 2004, tenente colonnello Roberto Preo. Il 15º Stormo continua nel sul impegno in Iraq. Il 15º Stormo partecipa ai soccorsi alle popolazioni colpite dell'alluvione nelle Puglie. Nell'ottobre 2003 il 15º Stormo partecipa, in funzione Slow Mover Interceptor, al servizio di difesa aerea di Roma dispiegato in occasione della riunione della Conferenza intergovernativa dei paesi dell'Unione Europea per stesura della prima Costituzione europea.
- gennaio 2004 - settembre 2004, colonnello Vittorio Mulas. Il 15º Stormo continua nel sul impegno in Iraq. Con decorrenza 17 maggio 2004, la 9ª Brigata Aerea viene ridenominata 9ª Brigata Aerea 'Leone', permanendo il 15º Stormo alle sue dipendenze.[43]
- settembre 2004 – ottobre 2005, colonnello Stefano Mariotti. Il 15º Stormo partecipa, in funzione Slow Mover Interceptor, al servizio di difesa aerea di Roma in occasione della firma della Costituzione europea. Sempre con compiti SMI, il 15º partecipa nella primavera del 2005 alle operazioni Jupiter 2005-01 e Jupiter 2005-02 per difesa aerea di Roma e dei pellegrini giunti nella capitale in occasione dei funerali di Giovanni Paolo II e dell'elezione al soglio pontificio di Papa Benedetto XVI.[44] Continua l'impegno in Iraq.
- ottobre 2005 - ottobre 2006, colonnello Giuseppe Di Maio. Nel febbraio 2006 il 15º Stormo partecipa in funzione Slow Mover Interceptor sia al servizio di difesa aerea organizzato per vigilare su Torino durante i XX Giochi Olimpici Invernali che a quello predisposto in occasione della riunione informale dei ministri della Difesa dei paesi della NATO svoltosi a Taormina. Con effetto a partire da 28 marzo 2006, la 9ª Brigata Aerea Leone viene riorganizzata nel Comando delle Forze per la Mobilità ed il Supporto, con sede presso l'Aeroporto di Roma-Centocelle e nel Comando Aeroporto di Pratica di Mare (questo ente entra ufficialmente in funzione il 15 giugno 2006). Il 15º Stormo passa alle dirette dipendenze del Comando delle Forze per la Mobilità ed il Supporto.[45]
- ottobre 2006– settembre 2008, colonnello Antonio Albanese. Sotto il suo comando, nel mese di dicembre 2006, termina il rischieramento della cellula del 15º Stormo in Iraq nell'ambito della missione Antica Babilonia e la bandiera di guerra dello Stormo è insignita della Medaglia d'oro al valore aeronautico. Continua l'impegno in Italia nel ruolo Slow Mover Interceptor (in occasione della visita in Italia del presidente degli USA, George W. Bush). Fra le varie missioni di soccorso, da evidenziare il recupero notturno dei 16 membri dell'equipaggio dello yacht australiano Loki[46] impegnato nella 28ª edizione della Rolex Middle Sea Race, alla deriva al largo di Castellammare del Golfo, azione per la quale l'intero equipaggio è stato insignito della medaglia d'argento al valore aeronautico.[47][48] Nel luglio 2007 due elicotteri HH-3F del 15º Stormo partecipano in mostra statica alla Royal International Air Tattoo. Uno dei due elicotteri esibiva la livrea speciale per il trentennale dell'entrata in servizio degli HH-3F e le 150.000 ore di volo:[49] questo stesso elicottero,veniva perso in un grave incidente nel mare davanti al litorale romano il 7 maggio del 2008, durante una missione di addestramento notturno, mentre l'equipaggio rimaneva ferito.[50][51]. Un team di Aerosoccorritori, effettua la scalata del Monte Rosa e la traversata a nuoto dello Stretto di Messina, a conferma della bontà dello standard addestrativo e la flessibile capacità operativa del personale Aerosoccorritore del 15º Stormo. Viene costituito il Motoclub del 15º Stormo "Il Pellicano" ed organizzato presso l'aeroporto di Trapani Birgi un motoraduno denominato "Helybiker meet", che vede la partecipazione di oltre 2000 motociclisti.
- settembre 2008 - ottobre 2010, colonnello Roberto Preo. Il 23 ottobre 2008 un HH-3F del 15º Stormo, nel corso di un volo di trasferimento, precipita in Francia, causando il decesso degli 8 uomini a bordo.[52] Lo Stormo partecipa ai soccorsi alle popolazioni colpite dal terremoto dell'Aquila del 2009 e soccorre i colpiti dall'alluvione di Messina del 2009. Nel luglio 2009 il 15º Stormo partecipa, in funzione Slow Mover Interceptor, al servizio di difesa aerea dispiegato durante il G8 dell'Aquila. Il 28 settembre 2010 l'85º Gruppo è riorganizzato in 85º Centro CSAR.[53] mentre l'83º Centro viene soppresso e inizia la ricostituzione come 83º Gruppo CSAR a Cervia,[54] base dove si unisce, a partire dal 5 ottobre 2010, con il comando del 15º Stormo e l'81º Centro CAE a loro volta trasferiti da Pratica di Mare.
- ottobre 2010 - agosto 2012, colonnello Ludovico Chianese. Inizia la progressiva radiazione degli HH-3F ed AB-212 ed il passaggio all'HH-139A (SAR) ed al AW101 (CSAR). Nel gennaio del 2012 assetti del reparto partecipano alle operazioni di soccorso a seguito dell'incagliamento della nave Costa Concordia all'entrata del porto dell'Isola del Giglio.[55] Nel giugno 2012 in un incidente di volo muore il sottufficiale Alessandro Musacchio, che cade dall'elicottero nei pressi della base di Pisignano.[56]
- agosto 2012 - luglio 2014, colonnello Franco Trozzi.[57][58] Sotto il suo comando l'84º Centro CSAR viene trasferito all'aeroporto di Gioia del Colle dopo 33 anni di attività dall'aeroporto di Brindisi.[59][60][61] A settembre un elicottero HH-3F dell'83º Gruppo trae in salvo sei membri dell'equipaggio di un'imbarcazione inglese al largo nell'Adriatico, in una difficile operazione di soccorso con stato del mare 8 e venti di 40 nodi.[62] Come conseguenza dello stato di crisi nel Mediterraneo Meridionale associato ai continui sbarchi di clandestini, spesso culminati in drammatici naufragi, il 16 ottobre 2013 assetti del reparto vengono rischierati a Lampedusa, continuando a svolgere la normale attività nell'ambito del dispositivo nazionale SAR dell'Aeronautica Militare.[63] Con decorrenza 1º novembre 2013, la 670ª Squadriglia Collegamenti e Soccorso del Reparto Sperimentale e di Standardizzazione Tiro Aereo (RSSTA) di stanza presso l'aeroporto di Decimomannu è riorganizzata in 86º Centro CSAR alle dipendenze gerarchiche del 15º Stormo;[64] la denominazione del reparto verrà successivamente cambiata in 80º Centro CSAR.[65] Il 19 marzo 2014 viene realizzato il primo volo del AW-101, sostituto del HH-3F nel ruolo Combat SAR.[66] Tra l'8 ed il 12 settembre 2014 aeromobili del 15º Stormo partecipano all'esercitazione internazionale Grifone 2014 nel settore della ricerca e soccorso aereo.[67]
- luglio 2014 - agosto 2016, colonnello Giuseppe Massimetti.[68] In data 22 settembre 2014 lo Stormo entra a far parte della 1ª Brigata Aerea "Operazioni Speciali" che in concomitanza si insedia sull'aeroporto di Cervia-Pisignano.[69] La notte del 18 dicembre 2014 un elicottero dell'82º Centro effettua un soccorso in mare per trarre in salvo tre militari della motovedetta CP 850 (nominativo radio IGLJ)[70] della Capitaneria di Porto di Mazara del Vallo, incagliatasi lungo la costa di Petrosino.[71] Tra il 28 ed il 31 dicembre 2014, assetti dell'84º Centro e dell'85º Centro partecipano alle operazioni di salvataggio dei passeggeri del traghetto Norman Atlantic incendiato al largo delle coste albanesi.[72][73] Il 9 luglio viene ufficialmente consegnato il primo HH-101 (Caesar 3).[74] Il 13 agosto completa la qualificazione operativa per il nuovo HH-101 il primo pilota del 15º Stormo.[75] Nel settembre 2015 lo Stormo partecipa all'esercitazione internazionale Grifone 2015.[76] Il 01 ottobre 2015 viene celebrato a Cervia il 50º anniversario della rifondazione dello Stormo.[77] Da settembre a novembre 2015 con l'82° CSAR prende parte all'esercitazione NATO "Trident Juncture" a Trapani-Birgi.[78] Il 24 febbraio 2016 entra ufficialmente in servizio operativo l'HH-101.[79][80] Nel 2016 la 672ª Squadriglia (1º luglio) e la 387ª Squadriglia (1º marzo) passano alle dipendenze del 15º Stormo.[81][82]
- agosto 2016 - settembre 2018, colonnello Tomaso Invrea. Ad agosto 2016 due assetti HH139A dell’85º Centro e dell’83º Gruppo si rischieramo presso Rieti per fronteggiare l’emergenza del terremoto avvenuto in Centro Italia - Amatrice e dintorni A Gennaio 2017 due assetti HH139A con rispettivi equipaggi facenti parte dell’83º Gruppo CSAR e 85º Centro CSAR si rischierano presso Pescara ed effettuano missioni di ricerca e soccorso per la popolazione della Regione Abruzzo colpita dall’emergenza neve[83] Il 21 settembre 2016 un elicottero dell'80º Centro effettua una missione di soccorso a favore di un passeggero colpito da grave emorragia a bordo della nave da crociera Costa Fascinosa compiendo così la millesima azione di soccorso dalla quando nel 1961 era stato costituita la squadriglia SAR di Decimomannu.[84] Nell'aprile 2018 l'HH-101 del 15º Stormo è scelto come uno degli aeromobili dell'Aeronautica Militare presentati alle delegazioni dell'OCSE nell'ambito della manifestazione “Triveneto 2018” organizzata dall’ufficio Controllo e Verifica Armamenti e Controproliferazione dello Stato Maggiore della Difesa.[85][86] Il 23 maggio del 2018 il 15º Stormo accoglie 200 bambini del 2° Circolo didattico di Cesena con motivo della "Giornata di educazione alla legalità" in occasione dell'anniversario della strage di Capaci[87][88]. Il 3 luglio 2018 il 15º Stormo partecipa con successo all'estinzione di un incendio nella zona di Menfi e Sciacca, contribuendo con un elicottero HH-139 del l'82º Centro dotato di benna antincendio.[89] L'attività addestrativa per questo tipo di missioni era già ripresa nel 2015.[90]
- settembre 2018 - settembre 2020, colonnello Diego Sismondini.[91] Il 5 marzo 2019 un assetto dell'83º Gruppo CSAR di Cervia partecipa nei soccorsi a seguito dell'incidente sulla piattaforma petrolifera "Barbara F" dell'Eni al largo di Ancona.[92]
- settembre 2020 - settembre 2022, colonnello Giacomo Zanetti.[93]
- settembre 2022 - luglio 2024, colonnello Andrea Giuseppe Savina.[94] Il 23º Gruppo (e le sue 3 Sq.) è stato posto in posizione quadro con effetto il 30 gennaio 2023, con Cir. Ord. M_DARM001 REG. 20230007421 del 24.1.2023 e Fg. SMA113/10/G.02.07 del 4.1.2023.
- luglio 2024, colonnello Antonio Viola.[95][96]

## Armoriale

### Dalla costituzione fino al 1943

Non esistono evidenze certe di quale sia stato lo stemma del reparto tra la sua costituzione ed il 1940; ciononostante esiste nell'Archivio Storico copia di un documento che contiene questa fotografia di un distintivo di reparto attribuito dalla didascalia al 15º Stormo Bombardamento Terrestre.[97]
Evoluzione del primo stemma.
Distintivo del 15º Stormo Bombardamento Terrestre durante il periodo in cui questo era attivo nell'ambito della 9ª Brigata Aerea Leone.[97]
Distintivo del 15º Stormo d'Assalto, in uso tra il settembre 1942 e l'8 settembre 1943.[97]

### Dalla ricostituzione nel 1965 fino ai giorni nostri

Primo distintivo del 15º Stormo SAR, ricostituito il 1º ottobre 1965. Lo stemma venne autorizzato dallo Stato Maggiore dell'Aeronautica nel 1966.[97]
Distintivo del 15º Stormo SAR, usato a partire dal 1972.[97]
Distintivo del 15º Stormo, usato a partire dal 1978. Scompare l'indicazione della specialità. Versione ad alta visibilità.[97]
Attuale distintivo del 15º Stormo. Versione a bassa visibilità sviluppata negli anni novanta.[97]

### Distintivi degli enti dipendenti dal 15º Stormo

Distintivo dell'80º Centro SAR di Decimomannu.
Distintivo dell'81º Centro Addestramento Equipaggi di Cervia.
Distintivo dell'82º Centro SAR di Trapani.
Distintivo dell'83º Gruppo SAR di Cervia.
Distintivo dell'84º Centro SAR di Gioia del Colle.
Distintivo dell'85º Centro SAR di Pratica di Mare.
Stemma della 139ª Squadriglia dell'82º Centro di Trapani.
Stemma della 140ª Squadriglia dell'84º Centro di Gioia del Colle.
Stemma della 141ª Squadriglia dell'83º Gruppo di Cervia.
Stemma della 142ª Squadriglia dell'85º Centro di Pratica di Mare.
Stemma della 147ª Squadriglia dell'83º Gruppo di Cervia.
Stemma della 149ª Squadriglia dell'82º Centro di Trapani.
Stemma della 287ª Squadriglia dell'84º Centro di Gioia del Colle.
Stemma della 288ª Squadriglia dell'85º Centro di Pratica di Mare.
Distintivo della 615ª Squadriglia Collegamento di Cervia.
Distintivo della 670ª Squadriglia dell'80º SAR.
Distintivo della 672ª Squadriglia dell'80º SAR.

Stemma dell'Ufficio Operazioni - Cervia.
Stemma del Gruppo Efficienza Aeromobili - Cervia.
'La Nobile Calotta' del 15º Stormo - Cervia.

## Grido

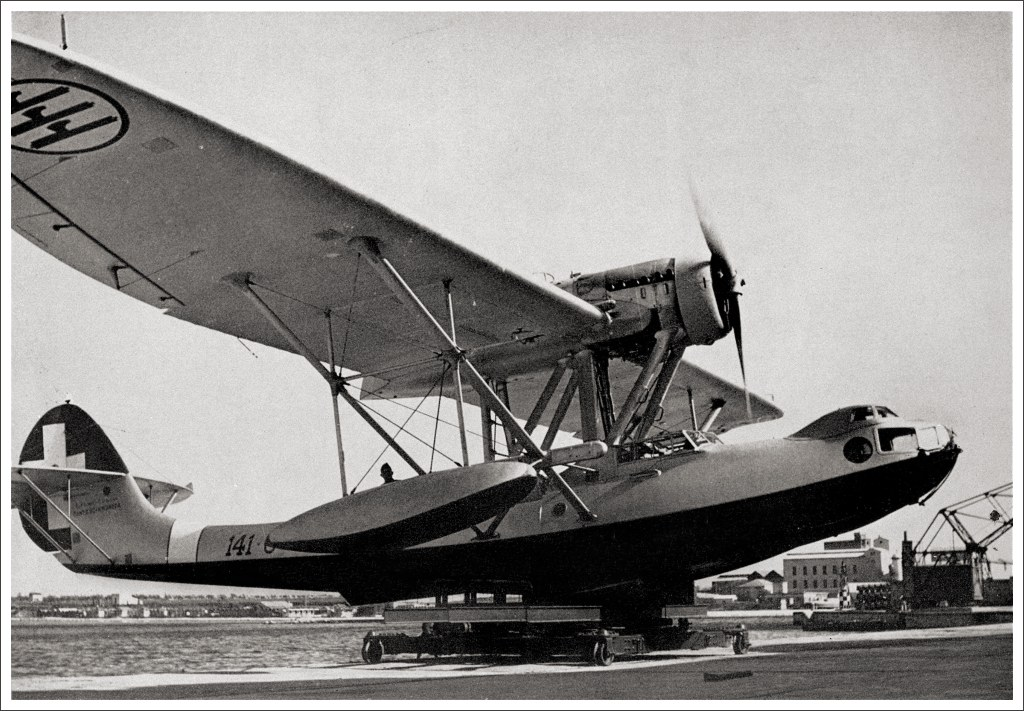
Un Cant Z-501 della 141ª Squadriglia RML.

Il relitto di un Cant Z-501 incidentato in un ammaraggio pesante. L'elica ha segato in due la fusoliera all'altezza della cabina di pilotaggio.

In tutti i reparti dell'Aeronautica Militare è d'uso sin dagli anni trenta far precedere ai brindisi il grido stilizzato dell'aquila Gheregheghez, ghez! Gheregheghez, ghez! Gheregheghez, ghez ghez ghez!. Il grido, che trae la sua origine dai "saluti alla voce" urlati sui campi volo della prima guerra mondiale fu coniato in seno al 1º Stormo caccia intorno al 1924. L'uso si estese con il tempo ad altri reparti della Regia Aeronautica fondamentalmente a causa dei trasferimenti di personale. Col tempo alcuni stormi hanno modificato la tradizione e tra questi il 15º Stormo che usa tradizionalmente Mammajut, ajut! Mammajut, ajut! Mammajut, ajut ajut ajut!.
Nel caso del 15º Stormo, l'origine del grido è da associare al soprannome che fu assegnato al velivolo CANT Z.501, Gabbiano impiegato sia nella ricognizione marittima che nel soccorso aereo durante la seconda guerra mondiale e che risultava poco difendibile in caso di attacco aereo e pericoloso in fase di ammaraggio pesante per gli stessi equipaggi come conseguenza del collasso strutturale del pilone motore che poteva determinare il taglio da parte dell'elica della cabina, all'altezza dei seggiolini dei piloti. Ciò nonostante, il "Mammajut" portò a termine numerose missioni di salvataggio di aviatori precipitati in mare durante il conflitto.

## I caduti
Dalla sua ricostituzione il reparto ha totalizzato più di 300.000 ore di volo; si sono verificati cinque incidenti gravi che hanno determinato la perdita del velivolo. Le inchieste hanno stabilito che quattro di questi incidenti sono stati determinati da fattore ambientale o umano. Il 23 ottobre 2008 si è verificato il più grave degli incidenti (8 morti), primo ed unico riconducibile a un fattore tecnico.
I caduti del 15º Stormo durante il servizio in tempo di pace (dal 1965) sono:
- 11 agosto 1971 - Lago di Bracciano (Roma) - velivolo HU-16A - capitano pilota Angelo Natale - Addestramento.[103]
- 20 ottobre 1977 - Località Creola di Saccolongo (Padova) - elicottero AB.204 - capitano pilota Michele Grande, maresciallo Alfredo Miccoli, maresciallo Benito Stasi, sergente Salvatore Pinto, sergente Francesco Santoruvo - Volo operativo.[104][105]
- 18 agosto 1984 - Acque al largo di Ponza - elicottero HH-3F - capitano pilota Francesco Asti - Volo operativo di soccorso in mare ad un marinaio imbarcato in un sommergibile francese. Alla memoria del capitano Francesco Asti verrà concessa la Medaglia d'Argento al Valore Aeronautico[106] nonché, da parte delle autorità francesi, la Médaille de l'Aéronautique.[107]
- 26 luglio 1988 - Cieli di Frosinone - elicottero AB.47J - sottotenente pilota Angelo Serafica - In addestramento presso il 72º Stormo.[108]
- 23 ottobre 2008 - Cieli di Lisle-en-Barrois, Francia- elicottero HH-3F - capitano pilota Michele Cargnoni, capitano pilota Stefano Bazzo, tenente pilota Marco Partipilo, primo maresciallo Giovanni Sabatelli, primo maresciallo Carmine Briganti, maresciallo Giuseppe Biscotti, maresciallo Massimiliano Tommasi, maresciallo Teodoro Baccaro - Volo di trasferimento verso Florennes (Belgio), per attività addestrativa nell'ambito del Tactical Leadership Programme.[109]
- 12 giugno 2012 - Aeroporto di Cervia-Pisignano - elicottero HH-139A - primo maresciallo Alessandro Musacchio - Volo di addestramento.[110][111]

## Associazioni

### Gente del 15º

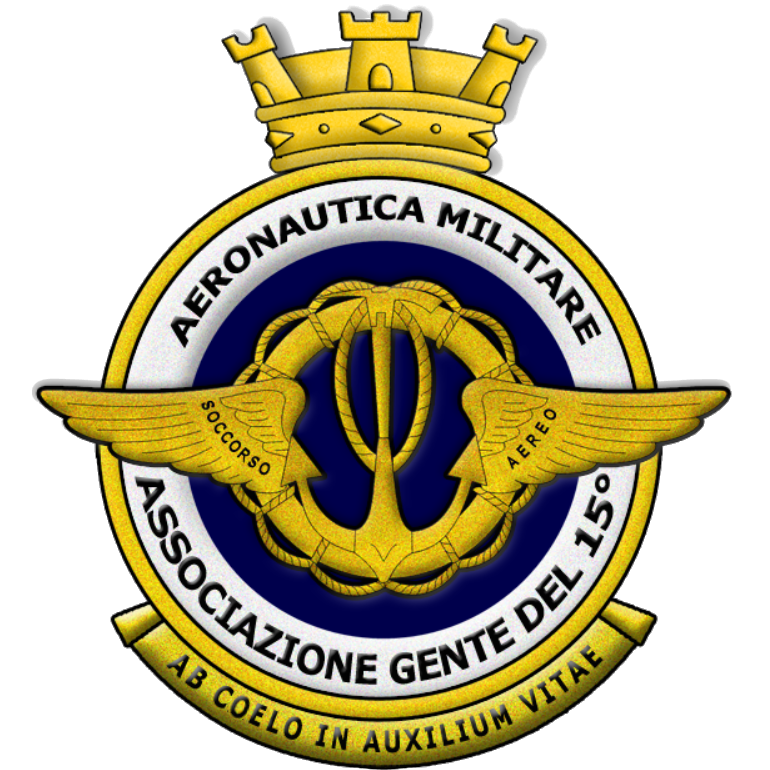
Stemma ufficiale dell'Associazione Gente del 15º.

Il 13 giugno 1995, con l'assenso del ministro della Difesa pro-tempore, Domenico Corcione, nasce a Roma l'Associazione Gente del 15º (https://www.gd15.it/). I suoi scopi sono rinsaldare e mantenere vivi lo spirito e le tradizioni del 15º Stormo; stabilire e rinsaldare vincoli d'amicizia e di solidarietà tra coloro che sono appartenuti e appartengono al Reparto nonché promuovere ed organizzare incontri tra anziani del 15º Stormo in servizio ed in congedo con i giovani che militano nel Reparto.
Possono iscriversi all'Associazione tutti coloro che in qualsiasi epoca siano appartenuti al 15º Stormo, alla 15ª Aerobrigata, alla R.M.L. (Ricognizione Marittima Lontana), alle Squadriglie di Soccorso Aereo. Possono essere ammessi all'Associazione quali soci ordinari anche coloro che, pur non essendo in FEO (forza effettiva organica), abbiano prestato o prestino servizio presso il 15º Stormo sotto qualsiasi forma, sia che essi appartengano all'Aeronautica Militare sia che ad altre Forze Armate o Corpi Armati dello Stato.
Il motto della Gente del 15° è "AB COELO IN AUXILIUM VITAE" (dal cielo in aiuto alla vita) e viene spesso attribuito all'omonimo Stormo. Si tratta di un errore trascurabile che è motivo di orgoglio per l'Associazione e i suoi simpatizzanti.
Il 10 ottobre 2024 è stato rinnovato il Consiglio Direttivo della associazione; la quota sociale recentemente stabilita dal CD è di 20€/anno per i soci ordinari.

### MotoclubIl Pellicano
Nel 2007 è stato costituito il motoclub del 15º Stormo "Il Pellicano" che annovera tra i suoi soci anche Valentino Rossi, Loris Capirossi e Giacomo Agostini, in qualità di soci onorari. Il club è affiliato alla FMI (Federazione Motociclistica Italiana) e da questa ha ricevuto un'autorizzazione eccezionale per la sua costituzione in virtù della particolare distribuzione sul territorio delle sue sedi (Cervia, Pratica di Mare, Gioia del Colle, Trapani e Decimomannu).

## Onorificenze

### Altri riconoscimenti del reparto
Il primo riconoscimento certo attribuito al reparto è la concessione del distintivo d'onore del Fascio Littorio al 46º Gruppo come vincitore delle gare di specialità nell'anno 1933 nella categoria Bombardamento Diurna, essendo la gara svoltasi tra il 7 settembre ed il 19 ottobre di quell'anno. È da notare che analogo riconoscimento ricevette in occasione di quella stessa sessione di gare, ma questa volta nella specialità Ricognizione Marittima, l'85º Gruppo. Secondo le modalità di concessione, i due gruppi furono autorizzati a fregiarsi del distintivo per tutta la durata dell'anno XII dell'era fascista (ovvero dal 29 ottobre 1933 al 28 ottobre 1934); il distintivo era costituito da un fascio littorio di metallo da portarsi sul lato sinistro della giubba immediatamente al disopra del distintivo di pilota per i piloti e delle decorazioni per gli altri militari o, nel caso di combinazione da volo, di un fascio littorio di panno color giallo canario da portarsi sempre sul lato sinistro del petto.
Tra gli altri riconoscimenti attribuiti al reparto dopo la ricostituzione, il Nastro internazionale del Mare del 1974, il trofeo della II Regione Aerea del 1976, il Premio Addestramento della II Regione Aerea del 1978, 1981, 1987 e 1988, la targa Leonardo nel 1987, il premio Sicurezza Volo - SV nel 1988 e la targa di Benemerenza del Comitato permanente di Presidenza dello Stato Maggiore Difesa.
Per il soccorso prestato ai naufraghi della motonave greca Heleanna, l'equipaggio di un HU-16 del distaccamento di Grottaglie ha ricevuto l'Attestato di Pubblica Benemerenza al Merito Civile, con la seguente motivazione:
«In occasione di un violentissimo incendio, sviluppatosi improvvisamente su una motonave passeggeri in prossimità della costa, si impegnava instancabilmente, unitamente ad altri generosi, con alto senso di abnegazione e dando dimostrazione di eccezionale perizia, nelle operazioni di ricerca e di recupero dei naufraghi. Torre Canne, 28 agosto 1971».
Il 15º Stormo, con il 1º Distaccamento SAR di Milano Linate, ha ricevuto l'Attestato di Benemerenza Civica del comune di Milano, con la seguente motivazione:
«In una multiforme pluriennale attività ha effettuato, attraverso il Reparto di stanza a Milano-Linate, centinaia di interventi a mezzo elicotteri, che si sono attuati in occasione di calamità naturali, di soccorso in montagna in collaborazione con il C.A.I., nel trasporto urgente di ammalati ed infortunati, assolvendo con esemplare sollecitudine a compiti di significativo valore umano e sociale. Milano, 7 dicembre 1978».
Nel 1987 il 15º Stormo è stato insignito dello Scudo d'Argento di San Martino, con la seguente motivazione:
«Nonostante le proibitive condizioni atmosferiche, interveniva in soccorso di una nave in procinto di affondare a 23 miglia da Pantelleria, e operando con grande perizia e grave rischio per il personale, riusciva a trarre in salvo tutti i componenti dell'equipaggio.».
Nel 1990 il 15º Stormo è insignito per la seconda volta dello Scudo d'Argento di San Martino per 25 anni di ininterrotta attività dei suoi equipaggi, spesso in condizioni di grave rischio, nel soccorso di vite umane in pericolo.
Il reparto ha inoltre ricevuto la Targa di Benemerenza ICARO 1990 con la seguente motivazione:
«Reparto di volo dell'Aeronautica Militare erede di gloriose tradizioni, fin dalla sua ricostituzione quale stormo dedicato all'attività di soccorso aereo, si è particolarmente distinto per i propri interventi in campo militare e civile, in ambito nazionale ed internazionale, operando, sia di giorno che di notte, soprattutto quando proibite condizioni di tempo meteorologico precludevano l'intervento a tutti gli altri tipi e mezzi di soccorso. Nel triennio 1988/90 lo stormo, effettuando oltre 16.000 ore di volo fra attività operative ed addestrative, ha tratto in salvo 290 vite umane confermando con tale risultato la perizia e l'alto grado di addestramento degli equipaggi nonché l'efficienza ed il grado di prontezza e di sicurezza del reparto, caratteristiche mantenute attraverso notevoli sacrifici ed il professionale, oculato impiego delle risorse disponibili. Il generoso spirito, già manifestato in passato nel corso delle operazioni di soccorso a favore delle popolazioni dei territori devastati da calamità naturali, rimane una costante degli uomini che compongono il 15º Stormo che, pur nel loro operoso silenzio, con entusiasmo, sprezzo del pericolo e totale abnegazione, hanno svolto la loro quotidiana attività di soccorso, al limite della resistenza fisica, con generosa e totale abnegazione. Roma, 28 marzo 1992».
Per il soccorso prestato alle popolazioni colpite da una violenta alluvione, l'equipaggio di un HH-3F dell'84º Centro SAR di Brindisi ha ricevuto la Targa di Benemerenza ICARO 2003 con la seguente motivazione: «Nel pomeriggio dell'8 settembre 2003, un elicottero HH-3F del Centro SAR interveniva sulla costa ionica, nella zona delle cittadine di Massafra, Palagiano, Palagianello e Chiatona, colpite da una violenta ed impetuosa alluvione. I diversi interventi dell'equipaggio, avvenuti in condizioni meteorologiche avverse, consentivano il recupero e salvataggio di 14 persone che, per sfuggire alla marea di fango, avevano trovato rifugio sui tetti delle abitazioni. Nella rischiosa e complessa operazione di salvataggio, l'equipaggio metteva in luce elevate qualità umane, sprezzo del pericolo, encomiabile competenza professionale, altruismo ed altissimo senso del dovere. Viterbo, 25 settembre 2005».
Nel maggio 2009 il 15º Stormo è stato insignito del XXXI Premio Nazionale Carlo Casalegno dal Rotary Club Roma Nord.
In occasione dell'88º anniversario della costituzione dell'Aeronautica Militare, il presidente della Repubblica Giorgio Napolitano ha conferito all'equipaggio di un HH-3F dell'82º Centro SAR di Trapani la medaglia d'argento al valore aeronautico, con la seguente motivazione: «I componenti l'equipaggio impegnato nel recupero di 16 naufraghi da una barca a vela australiana, hanno operato in circostanze particolarmente proibitive, ambientali e meteorologiche, tale da esporre la loro vita ad un eccezionale pericolo, denotando singolare perizia, eccellenti doti umane, encomiabile dedizione al dovere ed indiscusso coraggio, rendendo l'evento particolarmente meritevole e commendevole. Cieli di Palermo, 25NM nord da Castellammare del Golfo, notte del 21 ottobre 2007.».
Nella stessa occasione il presidente Napolitano ha anche conferito altri due riconoscimenti al Valore Aeronautico, una medaglia d'argento e una medaglia di bronzo, a due altri membri del 15º Stormo distintisi in altrettante azioni di soccorso.
Nel novembre 2015 il 15º Stormo è stato insignito del "Premio IDRIA 2015", patrocinato dalla Presidenza del Consiglio dei Ministri e dal Ministero della Difesa. Anche in questa occasione la concessione del premio è stata motivata dalla partecipazione del 15º Stormo al soccorso alla Norman Atlantic.
Il 2 marzo 2016 il 15º Stormo è stato coinsignito del "Sikorsky Humanitarian Service Award" patrocinato dalla Helicopter Association International (HAI), su proposta del Ministro della Difesa. La consegna del premio, nelle mani del comandante di Stormo, ha avuto luogo negli USA a Louisville, Kentucky nell'ambito del Salone internazionale elicotteristico HAI HELI-EXPO. Anche in questa occasione la concessione del premio è stata motivata dalla partecipazione degli equipaggi del 15º Stormo (84º e 85º Centro CSAR) al soccorso alla Norman Atlantic.
Il 15 ottobre 2017 il 15º Stormo è stato insignito dal comune di Pergola del premio 'Angeli del Cielo', assegnato all'Aeronautica per l'impegno profuso durante il terremoto del 2016. Al 15º Stormo è stata consegnata una targa speciale a ricordo dell'impegno del reparto intervenuto in soccorso in un momento di grande difficoltà. Il premio è stato ritirato dal comandante col. Invrea.
Per il soccorso prestato alle popolazioni colpite dalle esondazioni del fiume Secchia e del torrente Enza nella zona di Lentigione, frazione di Brescello (Reggio Emilia) il 12 dicembre 2017, il presidente della Repubblica Sergio Mattarella ha concesso con decorrenza 14 marzo 2017 cinque medaglie d'argento al valore aeronautico al personale del 15º Stormo:
Il 12 settembre 2018 il 15º Stormo è stato insignito di un encomio solenne dal Comandante della Squadra Aerea, Generale di Squadra Fernando Giancotti nel corso di una cerimonia presso la base di Cervia. Il premio è stato ritirato dal comandante di stormo, colonnello Invrea, in rappresentanza di tutto il reparto.
Con decreto del Presidente della Repubblica, su proposta del Ministro della Difesa, in data 13 novembre 2020 è stata concessa la Medaglia di Bronzo al Valore Aeronautico all’equipaggio dell’HH.139B dell’80° Centro SAR che nella notte fra il 10 e l’11 ottobre 2018 ha portato a compimento una difficile missione di salvataggio in Sardegna. Il personale insignito fu: tenente colonnello Andrea Cattini, capitano Gianluca Argiolas, primo maresciallo Fabio Pisano, primo maresciallo Gianluca Sarigu.
Il 7 aprile del 2022 nel corso della cerimonia di cambio del comandante della Squadra Aerea, 19 membri degli equipaggi dell’85° Centro CSAR di Pratica di Mare e dell’83º Gruppo CSAR di Cervia vengono insigniti di Medaglia di Bronzo al Valor Aeronautico per il loro impegno nei soccorsi alle popolazioni dell’Abruzzo sconvolto da un'eccezionale ondata di gelo, nel periodo 19-23 gennaio 2017. Il conferimento da parte della Presidenza della Repubblica fu nell'ottobre del 2021. Il personale insignito fu: tenente colonnello Davide Dulcetti, maggiore Federico Bellicano, maggiore Pietro Russo, maggiore Marco Ferrara, maggiore Maurizio Gentili, maggiore Valerio Marrama, capitano Salvatore Colombo, capitano Gianluca Terrenzi, capitano Simone Agostinelli, capitano Alessandro Salema, primo luogotenente Francesco Bullara, luogotenente Enrico Carnevalini, luogotenente Domenico Lamberti, primo maresciallo luogotenente Maurizio Salvi, primo maresciallo Carlo Troiano, primo maresciallo Massimiliano D'Alessandro, primo maresciallo Francesco Russo, primo maresciallo Massimo Calderoni, maresciallo 1ª classe Antonio Cortese.
Con decreto del Presidente della Repubblica, su proposta del Ministro della Difesa, in data 22 maggio 2023 è stata concessa la Medaglia di Bronzo al Valore Aeronautico ai 4 membri dell’equipaggio dell’HH.139B dell’82° Centro SAR che in data 4 gennaio 2023 ha portato a compimento una difficile missione di salvataggio sull’isola di Filicudi. Il personale insignito fu: maggiore Giuseppe Angelino, sottotenente Claudio Pollina, maresciallo 2ª classe Alessandro Urbani, sergente maggiore Lorenzo Zuccaro.
Il 28 settembre 2023 è stato conferito il riconoscimento Paul Harris Fellow al comandante dello stormo, colonnello Andrea Giuseppe Savina, da parte del Rotary Club di Lugo, in riconoscimento della gestione degli aiuti prestati dal 15º Stormo in occasione dell'alluvione del maggio 2023. Per l'emergenza lo Stormo ha contribuito a salvare 332 persone, in 93 missioni per un totale di circa 150 ore di volo.
Con decreto del Presidente della Repubblica, su proposta del Ministro della Difesa, in data 22 maggio 2023 è stata concessa la Medaglia di Bronzo al Valore Aeronautico ai 4 membri dell’equipaggio dell’HH.139B dell’82° Centro SAR che in data 4 gennaio 2023 ha portato a compimento una difficile missione di salvataggio sull’isola di Filicudi. (https://www.quirinale.it/onorificenze/insigniti/1580468)
In occasione della cerimonia di apertura dell'anno accademico 2023/2024 degli istituti di formazione dell'Aeronautica Militare, il 15º Stormo è stato insignito della Targa di Benemerenza ICARO 2022 con la seguente motivazione: «Il 15º Stormo dell'Aeronautica Militare opera quotidianamente su tutto il territorio nazionale garantendo, in sinergia con i suoi centri dipendenti, la ricerca e il soccorso nazionale, l'attività antincendi boschivi e concorrendo alla difesa aerea nazionale "slow mover interceptor". Particolare rilevanza ha assunto il quadriennio 2018-2021. L'opera svolta del dipendente 84º Centro "Combat Search and Rescue" di Gioia del Colle nel settore della ricerca e soccorso. L'eccezionalità delle attività svolte sul territorio nazionale, in molteplici occasioni, ha coinvolto direttamente l'opinione pubblica, suscitando sensi di incondizionata ammirazione e gratitudine nei confronti dell'Arma Azzurra, rafforzando sempre più il legame tra l'Aeronautica Militare e la popolazione civile. L'eccezionale e meritoria attività svolta dal 15º Stormo dell'Aeronautica Militare, nelle emergenze così come nel quotidiano operare sul territorio nazionale, ha profondamente contribuito a rafforzare il prestigio, l'immagine e il ruolo della forza armata quale risorsa pregiata per il Paese. Territorio Nazionale, 2018-2021».
Per il soccorso alle popolazioni dell'Emilia-Romagna colpite dall'alluvione del maggio 2023, oltre alla concessione della medaglia d'oro al valore aeronautico allo stormo, il Presidente della Repubblica ha concesso una serie di onorificenze al personale del reparto. Tra queste: una medaglia d'oro al valore aeronautico al maresciallo di 2ª classe Vito Guglielmi, sedici medaglie d'argento al valore aeronautico a maggiore Giacomo Andreotti, maggiore Andrea Trojani, capitano Damiano Maschietti, primo luogotenente Nicola Ciccarelli, primo luogotenente Alessio Doddi, primo luogotenente Antonio Esposito, primo luogotenente Gianluca Paparella, aviere capo Andrea Sguazzero, tenente colonnello Francesco Di Leva, capitano Vito Di Santo, primo luogotenente Leonardo Montagnolo, primo luogotenente Salvatore Russo, primo luogotenente Francesco Santamaria, maresciallo di 2ª classe Francesco Talò, aviere capo Roberto Eremita, maggiore Simone Agostinelli, capitano Matteo Iaconis,  primo luogotenente Gian Marco Cireddu, primo luogotenente Sergio Cerantonio, primo aviere scelto Alessio Paolo Rizzo, maggiore Ivano
Sorrentino, capitano Luca Michele Sarcina, luogotenente Donato Barletta, sergente maggiore Giuseppina Scognamiglio, maggiore Simone Moroni, primo maresciallo Matteo Leone, maresciallo di 3ª classe Alessandro Paolillo, capitano Daniel Bonetti, capitano Mattia Menditto, primo luogotenente Gianfranco Carfagna, sergente Nicola Cici, aviere capo Salvatore Giamminelli,     colonnello Andrea Giuseppe Savina, tenente colonnello Andrea Vettore, maggiore Luca Costantino, primo luogotenente Alessandro Romeo, maresciallo di
2ª classe Francesco Simone, maggiore Alfredo Pellegrino, tenente Damiano Freddi, primo luogotenente Paolo Bruni, sergente Roberto Di Fuccia, maggiore Gianluca Terrenzi. Tutte le onorificenze sono state concesse con decreti del Presidente della Repubblica nn. 269 - 313, del 3 maggio 2024.
Il 30 novembre 2024 un equipaggio dell'83º Centro SAR di Cervia è stato insignito del "Premio IDRIA 2024". La concessione del premio è stata motivata dalla partecipazione dell'equipaggio (tenente colonnello Francesco Di Leva, capitano Jacopo Baldin, luogotenente Alessandro Romeo, maresciallo di 2ª classe Cecilia Perazzolo) ai soccorsi per l'alluvione delle Marche nel novembre 2022. La cerimonia si è svolta presso la chiesa di Santa Barbara di Paternò.

## Curiosità

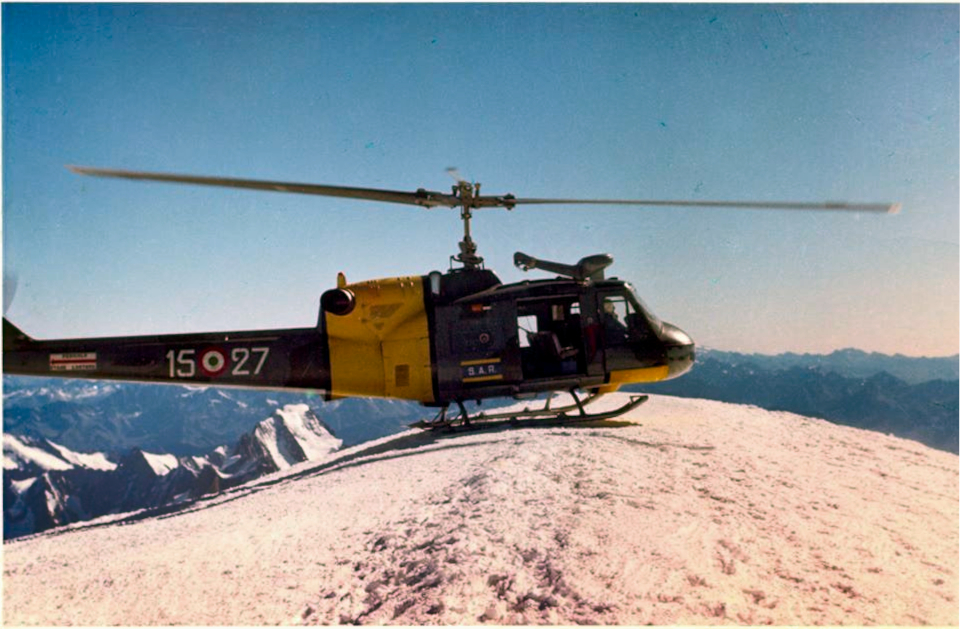
L'AB.204B atterrato sul Monte Bianco il 7 settembre 1966.

- Il 7 settembre 1966, un elicottero AB.204B del Centro Soccorso Aereo di Linate atterrò sulla vetta del Monte Bianco a 4810m di altitudine. Era la prima volta che un elicottero di costruzione nazionale, a pieno carico e con equipaggio italiano atterrava sul tetto d'Europa. L'equipaggio era composto dal maresciallo pilota Alfredo Villani, dal sergente maggiore montatore Franz d'Ajala, dal maresciallo fotografo Vincenzo Apicella, tutti appartenenti al 15º Stormo e dalla guida alpina Ulisse Brunod di Courmayeur. Nei giorni successivi vennero effettuati atterraggi sul Cervino, sul massiccio del Gran Paradiso e sul Monte Rosa, nel quadro di una serie di esercitazioni del Centro Soccorso Aereo di Linate con il Gruppo di Soccorso Alpino della Valle d'Aosta.

L'HH-3F che partecipò nelle riprese di Leviathan.

L'equipaggio che partecipò alle riprese di Leviathan.

- Un HH-3F del 15º Stormo partecipò alle riprese delle scene finali del film Leviathan, uscito nelle sale cinematografiche nel 1989. Allo scopo ne venne modificata la livrea affinché riproducesse quella della Coast Guard. La colorazione fu effettuata dai tecnici della Filmauro. In un primo momento fu effettuata "spalmando" sull'intero elicottero una pellicola dello spessore di circa 5mm che fu successivamente dipinta ma che, dopo il volo di prova, si rivelò non idonea in quanto si rigonfiò nelle parti in cui era stata tagliata per consentire l'apertura del vano frontale dell'elicottero. Il problema venne risolto scegliendo un altro HH-3F che aveva quasi terminato le ore volo e, in quanto destinato ad essere in ogni caso ridipinto dopo la revisione generale, poteva essere direttamente pitturato con la colorazione prescelta. L'elicottero fu quindi verniciato e terminate le riprese condotto presso gli stabilimenti del costruttore. Le riprese furono effettuate a Furbara. Aurelio De Laurentiis fu presente in varie occasioni preventive per la definizione dell'attività. L'equipaggio era interamente formato da personale del reparto (Ivaldi, Villa, Bullara, Bocchino, Cioffi, Sorvillo).

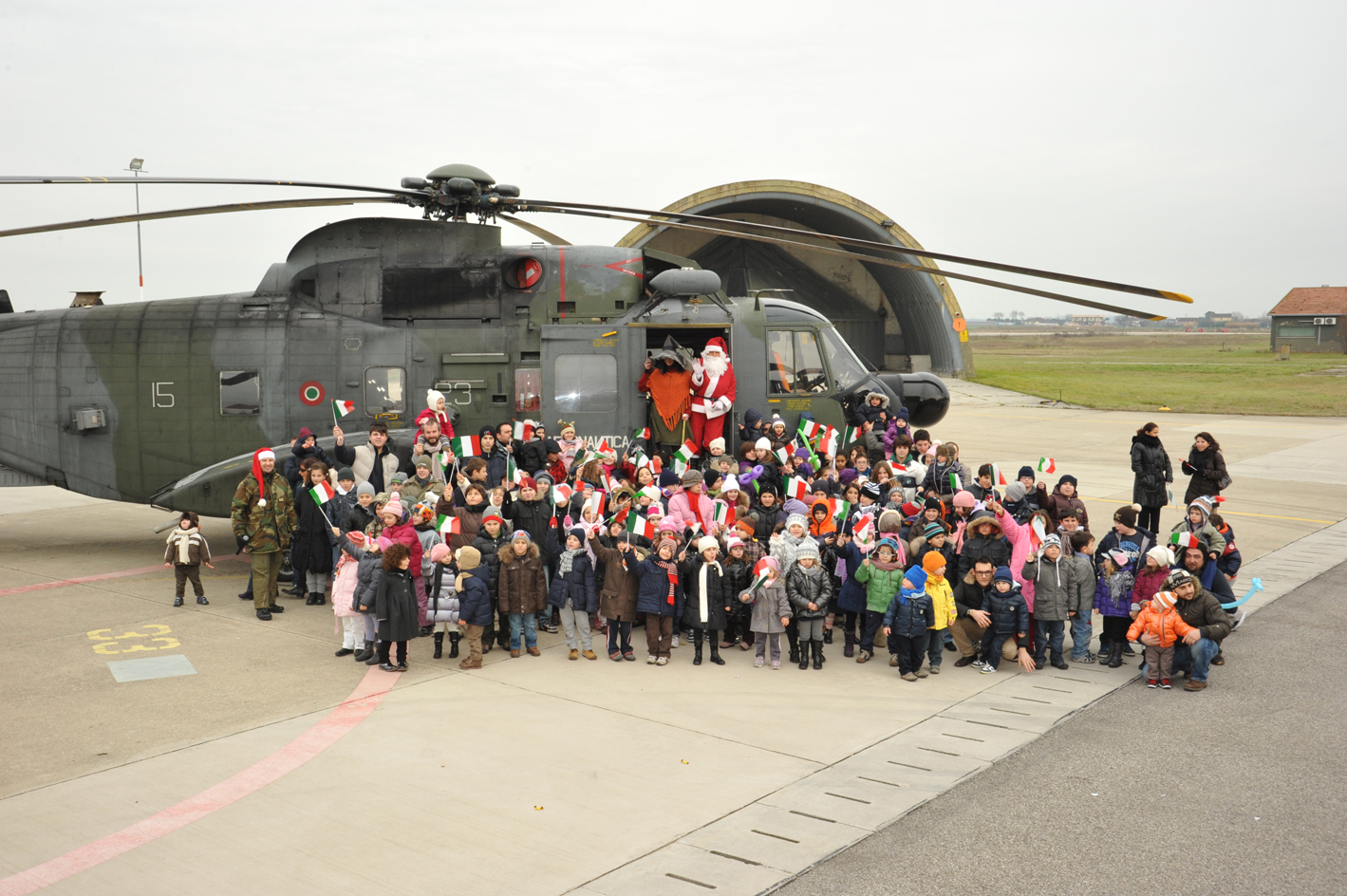
Befana del 15º Stormo - 2011.

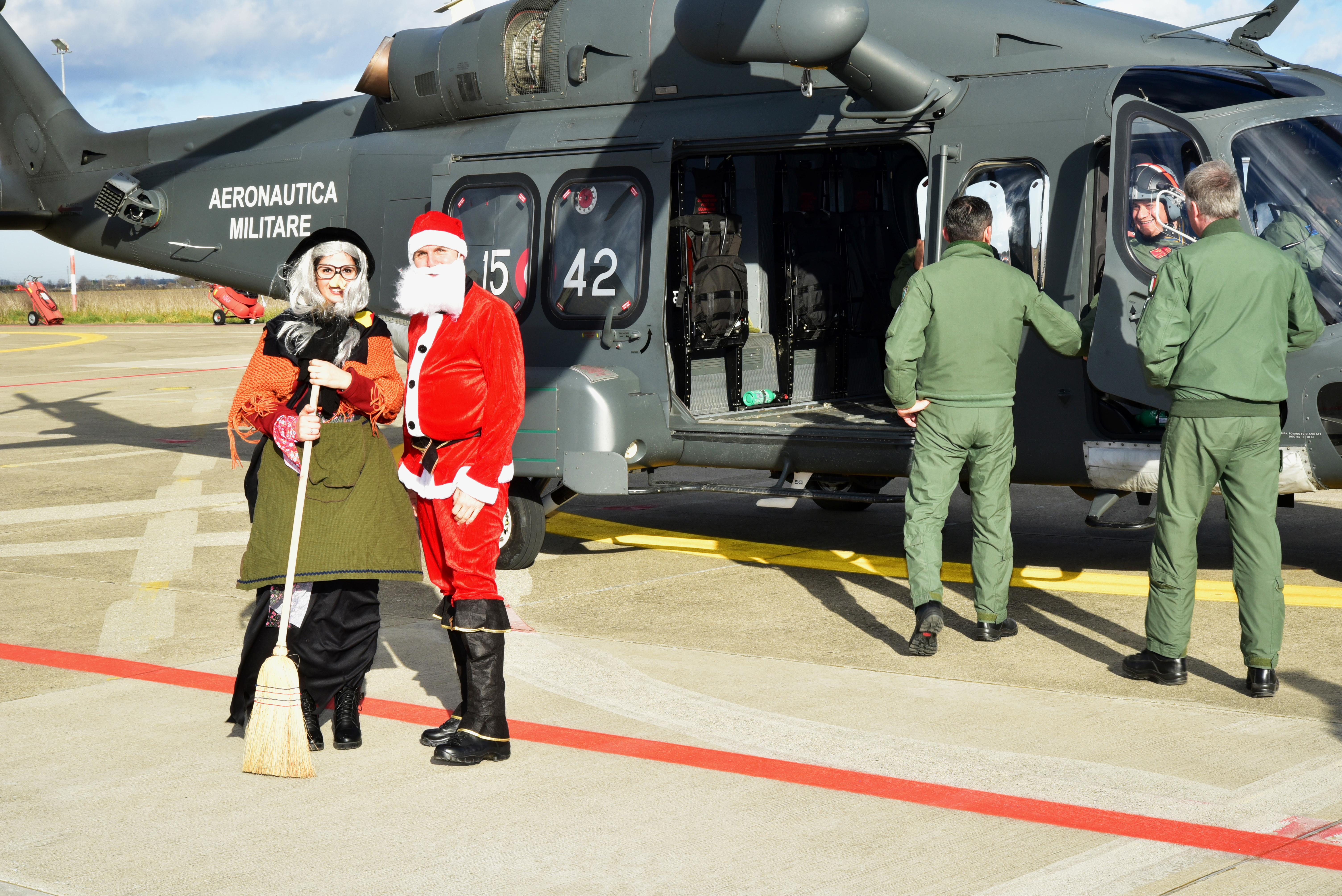
Befana del 15º Stormo - 2017.

- Ogni anno a partire dal 1998, il 6 gennaio lo Stormo celebra nei vari Gruppo/Centri una giornata di beneficenza con le famiglie del reparto. L'attività, denominata "Befana in elicottero" si conclude con la consegna dei tradizionali doni ai bambini.
- Le versioni 9 e 10 del conosciuto Microsoft Flight Simulator dispongono di un modello dell'HH-3F con livrea del 15º Stormo scaricabile gratuitamente.[145][146] L'autore del modello è Giovanni Quai, mentre l'autore dei repaint italiani è Giuseppe Natalicchio.
- Le due prime donne pilota di elicottero dell'Aeronautica Militare Italiana sono state il tenente Donatella Caforio ed il tenente Ida Casetti che ricevettero l'abilitazione nel marzo 2007 per poi passare direttamente in forza al 15º Stormo, al 81º CAE.[147][148] Il tenente Caforio è stata anche la prima pilota a ricevere l'abilitazione al pronto impiego ("combat ready") e, successivamente è stata assegnata all84° Centro CSAR di Brindisi.[149][150][151]. Il tenente Casetti, assegnata all'85º Gruppo CSAR di Pratica di Mare rimase coinvolta nell'incidente di volo occorso la notte tra il 7 e l'8 maggio 2008 al largo di Pratica di Mare.[152][153]
- La prima donna pilota dell'Aeronautica Militare Italiana ad aver conseguito il diploma di istruttore di volo è stata nel 2011 il tenente pilota Carla Angelucci proveniente dall'85º Centro CSAR di Pratica di Mare.[154][155][156]
- La prima donna dell'Aeronautica Militare Italiana ad aver raggiunto la qualifica di operatrice di allarme SAR è stata il sergente maggiore Giuseppina Scognamiglio, il 2 luglio 2020.
- Il logo del centenario dell'Aeronautica Militare Italiana, "Per omnia Coela", è stato creato dal maresciallo Francesco Simone, dell'83º Gruppo. Gli elementi che lo compongono racchiudono il concetto del centenario rappresentato dal numero “100” e dal riferimento alle due date (1923-2023). I due zeri, che rappresentano le onde d’urto provocate da un velivolo che supera la velocità del suono, rimandano allo stile futurista. Il semicerchio in basso a destra rappresenta, idealmente, il senso di continuità della storia dell’Aeronautica Militare. La presenza di due aeroplani, uno riconducibile all’epoca della costituzione della Forza Armata e l’altro contemporaneo, simboleggiano il percorso storico che, come indica la direzione di volo, ieri come oggi vede l’Aeronautica Militare puntare sempre a nuovi e più alti orizzonti per il bene e al servizio esclusivo dell’Italia. Il logo del centenario dell'Aeronautica Militare.

Il logo del centenario dell'Aeronautica Militare.

- Dal 20 aprile 2023 la collezione di aeromobili storici del Museo Storico dell'Aeronautica Militare di Vigna di Valle si è arricchita dell'HH-3F Onda 15 (codici 15-15, MM 80986), allestito nella sua ultima configurazione di codice "B"; dei 35 HH-3F originari ne sopravvivono tre: Onda 15 in esposizione al Museo AM, Onda 22 come gate guardian presso il Comando 15° sull'aeroporto di Cervia e Onda 20 come gate guardian sull'aeroporto di Pratica di Mare, già sede del Comando 15º Stormo. In merito a Onda 20 è interessante menzionare che è stato radiato nella configurazione finale di codice "C", ma è stato esposto come gate guardian nella colorazione ad alta visibilità dei codici "A". Si era però così creata una visibile anomalia estetica in quanto la cellula mostrava tutti i particolari esteriori che la caratterizzavano come un codice "C" nonostante la colorazione, quindi fu deciso di rimuovere tutti i numerosi particolari esterni e riportare l'aspetto della cellula il più possibile a quello della configurazione codice "A". Onda 20 fece così la sua prima apparizione nella nuova veste, corretta e coerente con la livrea, in occasione delle celebrazioni del 90º anniversario del 15º Stormo, nel 2021.
- Il popular name degli AW 139 (denominazione ditta) introdotti nell'Aeronautica Militare con il Mission Design Series (MDS) HH-139A/B AM (quindi solo quelli del 15°) è GIANO, mentre gli altri AW 139 introdotti sia in Aeronautica Militare (per esempio gli UH-139 A/B ex Dipartimento della protezione civile e VH-139A, oggi del 31º Stormo) che in altre FA e Corpi o non hanno popular name o lo hanno diverso. CAESAR è il popular name degli EH 101 CSAR introdotti nell'Aeronautica Militare con il MDS HH-101A, gli altri della Marina Militare con diversi MDS non hanno popular name.[157] Gli autori dei popular name GIANO e CAESAR sono due ex comandanti dello Stormo, il colonnello Massimetti ed il colonnello Invrea.